# Liste der Baudenkmäler in Neuss (1/100–1/199)
Die Liste der Baudenkmäler in Neuss (1/100–1/199) enthält die denkmalgeschützten Bauwerke auf dem Gebiet der Stadt Neuss im Rhein-Kreis Neuss in Nordrhein-Westfalen (Stand: März 2011). Diese Baudenkmäler sind in der Denkmalliste der Stadt Neuss eingetragen; Grundlage für die Aufnahme ist das Denkmalschutzgesetz Nordrhein-Westfalen (DSchG NRW).

Einige Texte der Denkmalbeschreibungen liegen in gekürzter Form (Teilbeschreibung) vor. Die Liste ist nach laufenden Nummern sortiert. In der Spalte „Denkmalnummer“ ist in Klammern die laufende Nummer angegeben.
| Bild                                                        | Bezeichnung                                                 | Lage                                          | Beschreibung | Bauzeit   | Eingetragen seit | Denkmal- nummer        |
| ----------------------------------------------------------- | ----------------------------------------------------------- | --------------------------------------------- | --- | --------- | ---------------- | ---------------------- |
| Wohnhaus                                                    | Wohnhaus                                                    | Dreikönigenviertel Deutsche Straße 5 Karte    | 1922 von der Stadt Neuss errichtet als Teil eines Siedlungsensembles mit Offizierswohnungen für belgische Besatzungstruppen, Architekt Eugen Engels; 2-geschossiges Reihenhaus, Satteldach, in drei Achsen mit leicht vorgezogener Eingangsachse; Türachse mit Rechteckfenster im Obergeschoss; Backstein, Türen- und Fenstergewände aus Werkstein mit Schmuckformen der 1920er Jahre; Vorgarten. Teil eines qualitätvollen Beispiels einer in traditionalistischer Formensprache errichteten Wohnsiedlung der 1920er Jahre, aus architektur- und stadtbaugeschichtlichen sowie orts- und sozialgeschichtlichen Gründen erhaltenswert. | 1922      | 13.12.1996       | Nr. 3/028 (1/101)      |
| Wohnhaus                                                    | Wohnhaus                                                    | Dreikönigenviertel Deutsche Straße 7 Karte    | 1922 von der Stadt Neuss errichtet als Teil eines Siedlungsensembles mit Offizierswohnungen für belgische Besatzungstruppen, Architekt Eugen Engels; 2-geschossiges Reihenhaus, Satteldach, in drei Achsen mit leicht vorgezogener Eingangsachse; Türachse mit Rechteckfenster im Obergeschoss; Backstein, Türen- und Fenstergewände aus Werkstein mit Schmuckformen der 1920er Jahre; Vorgarten. | 1922      | 13.12.1996       | 3/029 (1/102)          |
| Wohnhaus                                                    | Wohnhaus                                                    | Dreikönigenviertel Deutsche Straße 9 Karte    | 1922 von der Stadt Neuss errichtet als Teil eines Siedlungsensembles mit Offizierswohnungen für belgische Besatzungstruppen, Architekt Eugen Engels; 2-geschossiges Reihenhaus, Satteldach, in drei Achsen mit leicht vorgezogener Eingangsachse; Türachse mit Rechteckfenster im Obergeschoss; Backstein, Türen- und Fenstergewände aus Werkstein mit Schmuckformen der 1920er Jahre; Vorgarten. | 1922      | 13.12.1996       | 3/030 (1/103)          |
| Wohnhaus                                                    | Wohnhaus                                                    | Dreikönigenviertel Deutsche Straße 11 Karte   | 1922 von der Stadt Neuss errichtet als Teil eines Siedlungsensembles mit Offizierswohnungen für belgische Besatzungstruppen, Architekt Eugen Engels; 2-geschossiges Reihenhaus, Walmdach, in drei Achsen mit leicht vorgezogener Eingangsachse; Türachse mit Rechteckfenster und Rundbogenfenster im Obergeschoss; Backstein, Türen- und Fenstergewände aus Werkstein mit Schmuckformen der 1920er Jahre; Vorgarten. | 1922      | 13.12.1996       | 3/031 (1/104)          |
| Wohnhaus                                                    | Wohnhaus                                                    | Dreikönigenviertel Deutsche Straße 13 Karte   | 1924 von der Stadt Neuss errichtet als Teil eines Siedlungsensembles mit Offizierswohnungen für belgische Besatzungstruppen, Architekt Rüland; 2-geschossiges Reihenhaus, Satteldach, in drei Achsen mit leicht vorgezogener Eingangsachse; Türachse mit Rechteckfenster im Obergeschoss; Backstein, Türen- und Fenstergewände aus Werkstein mit Schmuckformen der 1920er Jahre; Vorgarten. | 1924      | 13.12.1996       | 3/032 (1/105)          |
| Wohnhaus                                                    | Wohnhaus                                                    | Dreikönigenviertel Deutsche Straße 15 Karte   | 1924 von der Stadt Neuss errichtet als Teil eines Siedlungsensembles mit Offizierswohnungen für belgische Besatzungstruppen, Architekt Rüland; 2-geschossiges Reihenhaus, Satteldach, in drei Achsen mit leicht vorgezogener Eingangsachse; Türachse mit Rechteckfenster und Rundbogenfenster im Obergeschoss; Backstein, Türen- und Fenstergewände aus Werkstein mit Schmuckformen der 1920er Jahre; Vorgarten. | 1924      | 13.12.1996       | 3/033 (1/106)          |
| Wohn- und Geschäftshaus                                     | Wohn- und Geschäftshaus                                     | Dreikönigenviertel Dreikönigenstraße 2 Karte  | 1909/10 erbaut, Bauherr Ernst Kraus, Architekt Greven & Heurich (Bauleitung Architekt Heurich); markantes 3-geschossiges Eckhaus Jülicher Straße / Dreikönigenstraße in 5:4 Achsen, die Achsen teilweise als Doppelachse ausgebildet, über dem Eingang an der Dreikönigenstraße breiter rechteckiger Erker mit darüber liegendem Balkon, Mansarddach mit 3-seitigem Turm, Turm mit geschweiftem Haubendach, der rechte Trakt 4-geschossig erhöht mit Krüppelwalmdach; Mansardfenster mit geschweiften Hauben; Werksteinfassade, im Erdgeschoss alter Ladeneinbau, rechter Laden an der Jülicher Straße 1967 verändert, Fenster erneuert. Das Haus ist als Teil des Stadterweiterungsgebietes Dreikönigenviertel aus dem ausgehenden 19. und beginnenden 20. Jh. bedeutend für die Stadtentwicklungsgeschichte. Für seine Erhaltung und Nutzung liegen architekturgeschichtliche und städtebauliche Gründe vor. | 1909/10   | 03.03.2004       | 3/064 (1/107)          |
| Wohn- und Geschäftshaus                                     | Wohn- und Geschäftshaus                                     | Innenstadt Drususallee 5 Karte                | 1903 von Michael Schmitt als Wohn- und Geschäftshaus erbaut, Architekt Josef Zimmermann; 3-geschossig in drei Achsen, ausgebautes Mansarddach; Quaderputzfassade mit historisierenden Schmuckformen; im EG zurückgesetzter Eingang mit Flachbogen in der linken Achse, Engelskopf als Schlussstein; in den seitlichen Achsen zwei Ladenfenster, in der Mitte Ladentür; abschließendes Gurtgesims; in den OG Fenster mit Flachbögen bzw. mit Rechtecköffnungen, Brüstungsfelder, Sohlbankgesimse; Kranzgesims auf Konsolen, 3-seitiger Erker mit Dachbekrönung in der linken Achse; in der rechten Achse Treppengiebelhäuschen mit Baujahreszahl über Fensterpaar, darunter Schmuckfeld mit Schriftzug „Salve“; in der mittleren Achse Dachgauben mit Fensterpaar; Tür, Laden- und Erkerfenster erneuert. Die Drususallee als eine Hauptachse der wilhelminischen Stadterweiterung ist durchgängig von originalen, qualitätvoll gestalteten bürgerlichen Wohnhäusern geprägt. Drususallee heißt die Straße seit 1945. Der ursprüngliche Name Krurstraße wechselte 1898 in Drususstraße. 1935 bis 1945 galt die Umbenennung in Andres-Hofer-Allee. Das Haus Nr. 5 ist ein bedeutendes Zeugnis für die Stadtentwicklungsgeschichte und die Wohn- und Lebensweise um die Jahrhundertwende. | 1903      | 13.08.1998       | 1/292 (1/108)          |
| Wohn- und Geschäftshaus                                     | Wohn- und Geschäftshaus                                     | Innenstadt Drususallee 8 Karte                | 1910 von Apotheker Eberhard Brunswicker erbaut, Architekt Carl Schaumburg; 3-geschossiges Eckhaus in 3:1:7 Achsen, ausgebautes Walmdach an der Erftstraße, ausgebautes Satteldach (mit Dachaufsatz) an der Drususallee; Putzfassade mit neoklassizistischen Schmuckformen, im EG zur Erftstraße hin und bis zur linken Achse der Drususallee Apotheke, zurückgesetzte Ladentür in der abgeschrägten Eckachse; an der Erftstraße in den OG Mittelrisalit mit Dreiecksgiebel, über den Wandöffnungen des 1. OG Zierschmuck; an der Drususallee leicht vorgezogener Mittelteil in drei Achsen, purifizierter Dachaufsatz, kolossale Pilasterordnung, Eingangstüren in der Mittel- und der rechten Achse, in der linken Achse Schaufenster; in den OG dreiseitiger Erker mit Halbkreisbogenverdachung in der Mittelachse; Zierschmuck, Wandöffnungen im EG mit Gesimsverdachung, die beiden äußeren Öffnungen zusätzlich mit Vasenbekrönung; bei den schlichten Seitenachsen Zierschmuck über den Wandöffnungen des 1. OG; verkröpftes und reich verziertes Kranzgesims; 1971 Einbau einer neuen Apotheke; Fenster und Türen erneuert, rechte Tür an der Drususallee Originalzustand. Die Drususallee als eine Hauptachse der wilhelminischen Stadterweiterung ist durchgängig von originalen, qualitätvoll gestalteten bürgerlichen Wohnhäusern geprägt. Das Haus Nr. 8 ist ein bedeutendes Zeugnis für die Stadtentwicklungsgeschichte und die Wohn- und Lebensweise um die Jahrhundertwende. Es ist erhaltenswert aus wissenschaftlichen, architekturgeschichtlichen und städtebaulichen Gründen. | 1910      | 11.08.1998       | 1/300 (1/109)          |
| Straßenfassade                                              | Straßenfassade                                              | Innenstadt Drususallee 9 Karte                | 1900/01 von Fritz Cappel erbaut, Architekt Jakob Renner; 3-geschossig in drei Achsen, ausgebautes Mansarddach; Backstein-/Putzfassade mit historisierenden Schmuckformen; rustifizierter Sockel mit Diamantquadern, Sockelgesims; im EG segmentbogige Wandöffnungen, zurückgesetzter Eingang in der rechten Achse, abschließendes Gurtgesims; im 1. OG 3-seitiger Erker in der Mittelachse, im 2. OG als Balkon mit Brüstung endend, seitlich Fenster mit Dreiecksgiebel verdacht; im 2. OG Rundbogenfenster mit Gebälk; auskragendes Dachgesims auf Konsolen; Giebelhaus mit Fensterpaar in der Mittelachse, in den seitlichen Achsen Giebelhäuschen mit je einem Fenster; Tür und Fenster erneuert. | 1900/01   | 10.08.1998       | 1/293 (1/110)          |
| Wohnhaus                                                    | Wohnhaus                                                    | Innenstadt Drususallee 10 Karte               | 1901 von Cornelius Pannenbecker nach eigenen Entwürfen erbaut; Bänder-Putzfassade mit reichen neugotischen und Neurenaissance-Schmuckformen; 3-geschossig in drei Achsen, Satteldach; Zwillings- und Drillingsfenster, Balkon im 1. OG, Giebelhäuser mit Fialenaufsätzen, Baujahreszahl im mittleren Giebel; 1981/82 Innensanierung, Einbau eines Ladenlokales in RG, dabei Fenster in die Sockelzone verlängert, Stuckierung im Eingangsbereich und im Treppenhaus erhalten, neue Fenster ohne Sprossenteilung. | 1901      | 04.04.1985       | 1/012 (1/111)          |
| Wohnhaus                                                    | Wohnhaus                                                    | Innenstadt Drususallee 11 Karte               | 1904/05 von Bauunternehmer Heinrich Weyers nach eigenem Entwurf (?) erbaut. Putzfassade mit reichen neuromanischen und Jugendstil-Schmuckformen, 3-geschossig in drei Achsen, Satteldach; rechte Ache etwas vorgezogen. Wandflächen im EG Rustikal-Quaderputz über Glattputzsockel, segmentbogige Fenster, unter Sohlbänken Bogenfries, von Quaderputzpilastern und Säulen flankierter Eingang in der rechten Achse, abschließendes Fries, darüber liegender Dreipassbogen mit eingeschriebenen Zwillingsarkaden als Wandöffnungen und Rundfenster; abschließendes verkröpftes Gurtgesims. Wandflächen der OG in Quaderputz. Im 1. OG reich verzierte Brüstungsfelder, rundbogige, von Säulen flankierte Wandöffnungen, Rundbogenverdachung auf Köpfen; in der rechten Achse Runderker auf Gesichts-Konsole mit drei Fenstern, über den Fenstern der mittleren und linken Achse Figurenreliefs. Im 2. OG verkröpftes Sohlbankgesims, reich umrahmte Rundbogenfenster in der mittleren und linken Achse, in der rechten Achse Dreipassfenster mit überschriebenem Rundbogen. Auskragendes Kranzgesims im linken Fassadenabschnitt als Würfelfries, im rechten Zinnenkranz. Fenster überwiegend Originalzustand (im 2: OG erneuert), Tür erneuert. | 1904/05   | 22.12.1992       | 1/188 (1/112)          |
| Wohnhaus                                                    | Wohnhaus                                                    | Innenstadt Drususallee 13 Karte               | 1904 erbaut, Architekt Heinrich Weyers; Bänder-Putzfassade mit reichen neubarocken Schmuckformen; 3-geschossig in drei Achsen, flachgeneigtes Pultdach; linke Achse betont durch Portalbekrönung mit Relief und Ochsenauge, Kolossalpilaster in den OG, Balkon und Karniesgiebel, Sockel- und Gurtgesims, Fenster rund- und segmentbogenförmig, Baujahreszahl im Türsturz; neue Tür, Fenster Originalzustand. | 1904      | 04.04.1985       | 1/013 (1/113)          |
| Wohnhaus                                                    | Wohnhaus                                                    | Innenstadt Drususallee 17 Karte               | 1908 von Dr. Ludwig Dünbier erbaut, Architekt Heinrich Rennert; Eckhaus, 2-geschossig in 2:2 Achsen, ausgebautes Mansardwalmdach; Werksteinfassade, Fenster an der Drususallee durch Rahmung zusammengefasst, in der rechten Achse des OG Balkon vor dem rechten Fenster, rundbogige Dachfenster; Eingang an der Kirchstraße, rechter Gebäudeteil vorgezogen, Fenster durch Rahmung zusammengefasst, Treppenhaus mit ellipsenförmigen Ochsenaugen, rundbogige Dachfenster; Tür und Fenster Originalzustand. Beispiel für neuen Villenbau um 1910, im Kontext der historischen Bebauung an der Drususallee unverzichtbare Eckbebauung; erhaltenswert aus wissenschaftlichen, architekturgeschichtlichen und städtebaulichen Gründen. | 1908      | 10.08.1998       | 1/294 (1/114)          |
| Wohnhaus                                                    | Wohnhaus                                                    | Innenstadt Drususallee 20                     | 1900 von Heinrich Ingerfeld erbaut, Architekt Jacob Renner; Backsteinfassade mit Sandsteingliederung in neugotischen Schmuckformen, EG verputzt; 3-geschossig in drei Achsen, Mansarddach mit mittlerem Giebelaufbau und zwei seitlichen Dachhäuschen; Mittelachse betont durch Erker, Balkon und Dachgiebel, zwischen den Fensterbekrönungen des 2. OG 6-mal das Landeswappen, Baujahreszahl am Giebel; neue Tür, neue Fenster mit Sprossenteilung. Wichtiges Zeugnis der Stadtbaugeschichte, erhaltenswert insbesondere aus städtebaulichen Gründen. | 1900      | 04.04.1985       | 1/014 (1/115)          |
| Wohnhaus / Praxis                                           | Wohnhaus / Praxis                                           | Innenstadt Drususallee 21 Karte               | 1898/99 von Alexander Müller erbaut, Architekt Jakob Renner; 3-geschossig in drei Achsen, rechte Achse leicht vorgezogen; Satteldach; Backstein-Putz-Fassade mit historisierenden Schmuckformen; in der vorgezogenen Achse breites Eingangsportal; umrahmte Wandöffnungen, z. T. mit Sprosseneinteilung aus Werkstein; in der linken Achse im EG und im 1. OG figürlicher Schlussstein; über Wandöffnungen in EG und über linkem Fenster des 1. OG Gurtgesims; reliefierte Brüstungsfelder in 1. OG; zwischen linken Fenstern Kartusche mit Baujahreszahl; in der rechten Achse des 2. OG reichverzierte Schmuckfelder seitlich eines höherliegenden Fensters im Giebelhaus, im Brüstungsfeld Schriftzug „Salve“; 1960/61 Umbau des EG zu einer Arztpraxis; 1965 Aufstockung der beiden linken Achsen; Portalfüllung und Fenster erneuert. Die Drususallee als eine Hauptachse der wilhelminischen Stadterweiterung ist durchgängig von originalen, qualitätvoll gestalteten bürgerlichen Wohnhäusern geprägt. Das Haus Nr. 21 ist trotz der Veränderungen ein bedeutendes Zeugnis für die Stadtbaugeschichte erhaltenswert aus städtebaulichen Gründen. | 1898/99   | 10.08.1998       | 1/295 (1/116)          |
| Wohnhaus                                                    | Wohnhaus                                                    | Innenstadt Drususallee 22 Karte               | 1898/99 von Peter Hülskamp erbaut, Architekt Jacob Renner; Backsteinfassade mit Sandsteingliederung in neugotischen Schmuckformen; 3-geschossig in drei Achsen, Satteldach mit mittlerem Giebelaufbau und zwei seitlichen Dachhäuschen; Mittelrisalit mit Balkonen in den OG und Spitzgiebel, Landes-, Stadt- und Stiftswappen in den Fensterbekrönungen, Baujahreszahl im Türblatt; Fialenaufsätze am Giebel und Balkone entfernt, Oberlichter der OG-Fenster verbrettert, im Übrigen Originalzustand. | 1898/99   | 04.04.1985       | 1/015 (1/117)          |
| Wohnhaus                                                    | Wohnhaus                                                    | Innenstadt Drususallee 24 Karte               | 1898/99 von Karl Kayser erbaut, Architekt Jacob Renner; helle Backstein-Putz-Fassade mit Resten von historisierenden Schmuckformen, 3-geschossig in drei Achsen, ausgebautes Satteldach mit originalen Dachhäuschen; Sockelgesims, als Putzflächen eingeebnete Gurt-, Sohlbank-, Kämpfer- und Kranzgesimse, Wandöffnungen mit profilierter Werksteinrahmung, im EG und 1. OG mit Segmentbögen, als Putzflächen eingeebnete Brüstungsfelder und Fensterbekrönungen; in der linken Achse zurückversetzter Eingang mit Oberlicht, Mittelachse betont durch Erkervorbau, im EG mit Rechteckgrundriss, im 1. OG 3-fenstrig mit abgeschrägten Seiten, im 2. OG als Balkon abschließend; Fassade 1960 purifiziert durch Einebnen aller plastischen Schmuckformen und Entfernen der Dachhäuschen-Bekrönungen; Tür erneuert, Fenster teilweise verändert. Trotz äußerer Veränderungen wichtiges Zeugnis für die Stadtbaugeschichte erhaltenswert insbesondere aus städtebaulichen Gründen. | 1898/99   | 04.08.1986       | 1/079 (1/118)          |
| Wohnhaus                                                    | Wohnhaus                                                    | Innenstadt Drususallee 28 Karte               | 1900/01 von W. Bloser erbaut, Architekt Theodor Lümen; Putzfassade mit Werksteinquaderung, 2-geschossig in 2:1:1 Achsen über hochliegendem Sockel, Sohlbank-, Gurt- und Kranzgesimse, Wandöffnungen mit Werksteinumrahmung; ausgebautes Satteldach mit wechselnder Firstrichtung, im linken zurückliegenden Gebäudeteil Eingang mit Treppe und offenem Vorbau mit dort. Säule und schmiedeeisernem Geländer in 1. OG, links im EG Fensterpaar, im 1. OG Fenster mit Werksteinkreuz, im OG knappe Gaube; rechter vorgezogener Gebäudeteil mit Giebelaufsatz, im EG zu den Seiten abgestuftes Dreierfenster, im 1. OG Dreierfenster mit seitlich rundem Abschluss, im Giebel Fenstertür mit schmiedeeisernem Geländer; 1948 Instandsetzung, 1949 Wiederaufbau des Dachstuhls in originaler Form, 1951 Einbau einer Tiefgarage im linken Gebäudeteil, Eingangstür original, Fenster erneuert. | 1900/01   | 04.08.1986       | 1/080 (1/119)          |
| Wohnhaus                                                    | Wohnhaus                                                    | Innenstadt Drususallee 30 Karte               | 1901/02 von A. Pelzer erbaut, Architekt Pannenbecker; Putzfassade mit historisierenden Schmuckformen, 2-geschossig in drei Achsen, ausgebautes Mansarddach (hofseitig als Vollgeschoss angehoben); Sockel-, Sohlbank-, Gurt-, Kranzgesimse; im EG Quaderputz, Wandöffnungen mit Archivoltenrahmung auf Kämpfergesims, in mittlerer und rechter Achse paarweise angeordnet, rechts zurückversetzter Eingang mit Oberlicht, im 1. OG Fenster der seitlichen Achsen mit profilierter Rahmung, Scheinbalustern in Brüstungsfeldern und Dreiecksgiebelbekrönung, Mittelachse insgesamt risalitartig vorgezogen, im 1. OG 3-seitigiger Erker mit reichen Pilastern, Scheinbalustern im Brüstungsfeldern und zurückliegende Segmentgiebelbekrönung, im Dach Giebelaufsatz mit Zwillingsfenster und reichen Schmuckformen, in den seitlichen Achsen vereinfachte Dachhäuschen; Tür und Fenster original, Türoberlicht neu. | 1901/02   | 04.08.1986       | 1/081 (1/120)          |
| Wohnhaus                                                    | Wohnhaus                                                    | Innenstadt Drususallee 32 Karte               | 1901/02 von Carl Schaumburg nach eigenem Entwurf erbaut; Putzfassade mit Schmuckformen des Jugendstils, EG in Rotsandstein, 3-geschossig in drei Achsen, ausgebautes Satteldach; im EG Rundbogenfenster und –Tür in der rechten Achse, im 1. und 2. OG in den seitlichen Achsen von Jugendstil-Stuck umrahmte Fenster mit Ziergeländer auf Kragplatten, im 1. OG von Karyatiden in Nischen getragen, in der Mittelachse 3-seitiger Erker über zwei Etagen, im Dachgeschoss als Balkon mit Ziergeländer zwischen durchgezogenen Pfeilern endend, mit Jugendstil-Ranken ausgefüllte Brüstungsfelder, über der rundbogigen Balkontür giebelartiger ornamentgeschmückter Aufbau, im 2. OG seitlich über die Dachkante reichende Verzierungen; Dach erneuert mit großflächigen Dachfenstern in den seitlichen Achsen anstelle der ursprünglichen Dachhäuschen; Tür und Fenster original; Türoberlicht und Fenster der linken Achse im EG und 1. OG rekonstruiert; originale reiche Innenausstattung. | 1901/02   | 04.04.1986       | 1/082 (1/121)          |
| Wohnhaus                                                    | Wohnhaus                                                    | Innenstadt Drususallee 33 Karte               | 1903/04 erbaut, Bauherr und Architekt Jakob Renner; 3-geschossig, ab 1. OG in drei Achsen; Pultdach/Mansarddach; Backstein-Putzfassade mit historisierenden Schmuckformen; bossierter Sockel, Sockelgesims; im EG Bänderputz, Rundbogenfenster mit Sohlbank, an der rechten Seite zurückgesetzter Eingang, darüber kreisförmiges Oberlichtfenster, in der Mittelachse Schmuckfeld mit Dreiecksverdachung; 1. und 2. OG durch quaderputz-Pilaster zwischen Gurt- und Kranzgesims achsweise zusammengefasst, im 1. OG in der Mittelachse 3-seitiger Erker, gerahmte Fenster mit Sohlbank auf Konsolen und dazwischenliegendem Brüstungsfeld sowie Dreiecksgiebelverdachung auf Konsolen, im 2. OG gerahmte Fenster mit Sohlbank, darunter bei den Fenstern der seitlichen Achsen fransenförmige Konsolen, Kranzgesims mit Schmuckfeldern; Dachgesims über den beiden mittleren Pilastern verkröpft; halbkreisförmiger Dachaufsatz in der Mittelachse; Türoberlicht original, Tür und Fenster erneuert. Die Drususallee als eine Hauptachse der wilhelminischen Stadterweiterung ist durchgängig von originalen, qualitätvoll gestalteten bürgerlichen Wohnhäusern geprägt. Das Haus Nr. 8 ist ein bedeutendes Zeugnis für die Stadtentwicklungsgeschichte und die Wohn- und Lebensweise um die Jahrhundertwende. | 1903/04   | 20.07.1998       | 1/297 (1/122)          |
| Wohnhaus                                                    | Wohnhaus                                                    | Innenstadt Drususallee 34 Karte               | 1902/03 von Carl Schaumburg und Frans Schellers erbaut, Architekt Carl Schaumburg; Putzfassade mit gotisierenden Schmuckformen; im EG Quaderputz; 3-geschossig und ausgebautes Dachgeschoss, Satteldach, ab 1. OG in zwei Achsen, EG ohne Achsenabstimmung, Sockel-, Gurt-, Sohlbankgesimse, Fries; Eingang in der linken Achse, von Gesims umrahmt und spitzbogiges Halbfenster darüber, im EG Spitzbogenfenster, in der oberen Hälfte mit Fries umgeben, 1. OG Dreipassfenster mit Schmuckformen in den Zwickeln, in der rechten Achse ab 1. OG Erker mit Balustrade und rankengefüllten Brüstungsfeldern, im Dachgeschoss Giebelaufsatz mit großer spitzbogiger Fensteröffnung, 1946 Instandsetzung im Rahmen des Wohnungsnotprogramms, originale Fenster und Haustür; Deckenstuck in der Eingangshalle, querliegende Treppe. | 1902/03   | 06.06.1986       | 1/076 (1/123)          |
| Wohnhaus                                                    | Wohnhaus                                                    | Innenstadt Drususallee 35 Karte               | 1902/03 von Cornelius Pannenbecker erbaut, Architekt Jakob Renner; Bänderputzfassade mit historisierenden Schmuckformen, 3-geschossig in vier Achsen, Satteldach mit Blendgiebel; Sockel-, Gurt- und Dachgesims, Eingang zurückgesetzt in der linken Achse mit Oberlicht, reicher Rahmung und Verdachung, Fenster gerahmt, im EG mit Stichbogen und konsolförmigem Schlussstein, im 1. OG mit Stuckkrönung und Brüstungsfeldern zwischen Konsolen; 2. Achse von links betont; im EG breites Fenster, im 2. OG Balkonabschluss mit originalem Eisengeländer, über Lisenen Karniesbogengiebel mit Ovalfenster; Tür und Fenster verändert. | 1902/03   | 28.07.1986       | 1/078 (1/124)          |
| Wohnhaus                                                    | Wohnhaus                                                    | Innenstadt Drususallee 37 Karte               | 1904 von Jacob Tillmann erbaut, Architekt Carl Schaumburg; 2-geschossig in drei Achsen; Satteldach gartenseitig als Vollgeschoss ausgebaut; stark veränderte Band-Putz-Fassade mit historisierenden Schmuckformen im OG; hoher Glattputzsockel, Sockelgesims, links achsverschobener Eingang mit Rahmung über Sockelgesims (ehemals Pilaster mit Gebälk, darüber Rundbogen-Oberlicht), EG in Bänderputz, Rechteckfenster (ehemals hohe Rundbogenfenster) mit Sohlbank; OG durch Pilaster zwischen Gurt- und Kranzgesims achsweise gegliedert, Mittelachse betont durch risalitartiges Hervortreten und flachen Erker auf Konsolen und mit Dreiecksgiebelverdachung, Erkerfenster mit Pilasterrahmung, Sohlbankgesims, Balustern im Brüstungsfeld anstelle des ehemaligen Rundbogenabschlusses, seitliche Fenster mit Profilrahmung, Sohlbankgesims, Balustern im Brüstungsfeld, Dreiecksgiebelverdachung auf Konsolen und geschlossenen (ehemals offenen) Oberlichtfeldern; Balustrade über Dachgesims entfernt, neu eingefügte Dachgauben in den Fensterachsen; Tür und Fenster erneuert. Die Drususallee als eine Hauptachse der wilhelminischen Stadterweiterung ist durchgängig von originalen, qualitätvoll gestalteten bürgerlichen Wohnhäusern geprägt. Das Haus Nr. 37 ist trotz starker Veränderungen ein wichtiges Zeugnis der Stadtbaugeschichte erhaltenswert insbesondere aus städtebaulichen Gründen. | 1904      | 10.08.1998       | 1/298 (1/125)          |
| Wohnhaus                                                    | Wohnhaus                                                    | Innenstadt Drususallee 40 Karte               | Um 1900 erbaut; 2-geschossig in nicht durchgezogenen Achsen, ausgebautes Mansarddach; Backstein-Putzfassade mit historisierenden Schmuckformen, hoher Sockel, EG in Bänderputz, segmentförmige Wandöffnungen, Eingang an der rechten Seite (ohne Achsenabstimmung), abschließendes Gurtgesims; 1. OG in Backstein, Achseneinteilung durch Putzpilaster, in der Mittelachse 5-seitiger Erker mit zwischengestellten, über Eck gehenden Pilastern, seitliche Fenster mit gesprengten Dreiecksgiebeln verdacht; verziertes Kranzgesims, Klötzchenfries, auskragendes Dachgesims; große Dachgaube; Fenster und Tür erneuert. Die Drususallee als eine Hauptachse der wilhelminischen Stadterweiterung ist durchgängig von originalen, qualitätvoll gestalteten bürgerlichen Wohnhäusern geprägt. Das Haus Nr. 40 ist ein bedeutendes Zeugnis für die Stadtentwicklungsgeschichte und die Wohn- und Lebensweise um die Jahrhundertwende. | um 1900   | 11.08.1998       | 1/302 (1/126)          |
| Wohnhaus                                                    | Wohnhaus                                                    | Innenstadt Drususallee 42 Karte               | 1904/05 von Theodor Remy erbaut, Architekt Carl Schaumburg; 2-geschossig in drei Achsen, Mezzaningeschoss, Mansarddach, Werksteinfassade; ursprünglich rundbogige Wandöffnungen (Decken abgehängt); Im EG zurückgesetzter, mit Treppen zugänglicher Eingang an der rechten Seite (ohne Achsenabstimmung), profilierte Rahmung, abschließendes Gurtgesims; im OG und im Mezzaningeschoss in der Mittelachse Ädikula, originales Balkongitter in 1. OG, Halbkreisbogenverdachung mit Schlussstein auf Gesims; im Mezzanin Rundfenster; Tür original, Fenster erneuert. Die Drususallee als eine Hauptachse der wilhelminischen Stadterweiterung ist durchgängig von originalen, qualitätvoll gestalteten bürgerlichen Wohnhäusern geprägt. Das Haus Nr. 42 ist ein bedeutendes Zeugnis für die Stadtentwicklungsgeschichte und die Wohn- und Lebensweise um die Jahrhundertwende. | 1904/05   | 11.08.1998       | 1/303 (1/127)          |
| Wohnhaus                                                    | Wohnhaus                                                    | Innenstadt Drususallee 44 Karte               | 1927/28 von Dr. med. W. Mahne als Wohnhaus mit Arztpraxiserbaut, Architekt H. Ingerfeld; 3-geschossig in drei Achsen (nur in den OG durchgezogen), Satteldach mit Bleiverplattung (ursprünglich Schieferdeckung), Backsteinfassade mit Werkstein; EG in Werkstein mit plastischer Bänderung und anschließendem Gurtgesims, rechts zurückgesetzte Hauseingangstür, übrige Wandfläche mit zwei großen Garagentore durchbrochen (ursprünglich kleine Fenster in Reihung); in den OG roter Backstein, in der Mittelachse Balkone mit Balkontüren in Werksteinnische, über Tür des 1. OG Baujahreszahl, über der Tür des 2. OG Äskulapstab; auskragendes Dachgesims aus Werkstein; 1975 Umbau des EG von Praxisräumen in Garagen; Türen und Fenster erneuert. Die Drususallee ist durchgängig von originalen, qualitätvoll gestalteten bürgerlichen Wohnhäusern geprägt. Das Haus Nr. 44 ist ein bedeutendes Zeugnis für die Stadtentwicklungsgeschichte und die Wohn- und Lebensweise der 1920er Jahre. | 1927/28   | 11.08.1998       | 1/304 (1/128)          |
| Wohnhaus                                                    | Wohnhaus                                                    | Innenstadt Drususallee 46 Karte               | 1903/04 von Albert Koch erbaut, Architekt Gebr. Pannenbecker; Backsteinfassade mit Werk- und Haustein, 2-geschossig in drei Achsen, ausgemauertes Mansarddach; Sockel in Haustein, Wandöffnungen mit Werkstein Rahmung und –verdachung (im EG mit Karniesbogenabschluss); in der rechten Achse zurückgesetzte Hauseingangstür mit Oberlicht und Baujahreszahl in Werksteinkämpfer; im OG durchlaufendes Sohlbankgesims, in der Mittelachse Fenstertür mit Balkon (ursprünglich Fenster); Konsolenfries unter auskragendem Dachgesims; Umbauten in den 50er Jahren; Garageneinbau in der linken Achse mit teilweiser Anhebung der Kellerdecke, Fenstertür mit Balkon in Mittelachse 1. OG anstelle Fenster, Verbreiterung der Werkstein-Fensterrahmung (reversibel), vereinfachte Erneuerung der Dachgauben; Tür und Fenster erneuert. Im Ensemble der Drususallee trotz erheblicher Veränderungen wichtiges Zeugnis der Stadtbaugeschichte, erhaltenswert insbesondere aus städtebaulichen Gründen. | 1903/04   | 11.08.1998       | 1/305 (1/129)          |
| Wohnhaus                                                    | Wohnhaus                                                    | Innenstadt Drususallee 48 Karte               | 1936 von Dr. med. Hubert Kranz erbaut, Architekt Prof. Walter von Wecus; 3-geschossig als Eckhaus in 3:1:2 Achsen, Flachdach, Putzfassade mit horizontaler und vertikaler Klinkergliederung, Sockel in Klinker; an der linken Seite Garageneinfahrt, rechts daneben Eingangstür; in den OG auskragender Halbrunderker, im 1. OG seitlich Rundbogenfenster mit kleinen Balkonen; Tür, Fenster sowie Fenstergitter Originalzustand, Garagentor in den 1950er Jahren ersetzt; ursprüngliches Steildach sowie einteilige Rundfensteranlage des 1. und 2. OG kriegszerstört; Rundfenster durch Segmentfenster ersetzt; an der Gartenseite des 1. OG nachträglich angefügtes Badezimmer; innen überwiegend original. Die Drususallee ist durchgängig von originalen, qualitätvoll gestalteten bürgerlichen Wohnhäusern geprägt. Das Haus Nr. 48 ist ein bedeutendes Zeugnis für die Stadtentwicklungsgeschichte und die Wohn- und Lebensweise der 1930er Jahre. | 1936      | 11.08.1998       | 1/306 (1/130)          |
| Wohnhaus                                                    | Wohnhaus                                                    | Innenstadt Drususallee 54 Karte               | 1907 von Frau Reinartz erbaut, Architekt Carl Schaumburg; Backsteinfassade mit Zierverbänden; 3-geschossig in drei Achsen; die beiden UG durch vier Kolossalpilaster betont, darüber vierteiliges Fensterband und Treppengiebel, Baujahreszahl in Ankersplinten; infolge starker Kriegsschäden 1947/48 Innenumbau in allen Geschossen, neue Tür, neue Fenster mit Sprossenteilung. | 1907      | 04.04.1985       | 1/016 (1/131)          |
| Wohnhaus                                                    | Wohnhaus                                                    | Innenstadt Drususallee 66 Karte               | 1902 von Jacob Tillmann erbaut, Architekt J. Esser; Putzfassade mit weiß glasierten Klinker und historisierenden Schmuckformen in den OG, 3-geschossig in drei Achsen (Mittelachse mit jeweils zwei gekoppelten Fenstern) Satteldach; EG in Quaderputz, rundbogige, profilierte Wandöffnungen mit durchlaufendem Sohlbankgesims und Schlusssteinen, zurückgesetzter Eingang in der rechten Achse, abschließendes Gurtgesims; in den OG seitliche Einfassung durch Quaderputz, gerahmte Stichbogenfenster mit durchlaufendem Sohlbankgesims und Brüstungsfeldern, in der Mittelachse über beide Geschosse gehende Ädikula; Gurtgesims über 1. OG, Kranzgesims, auskragendes Dachgesims; reich geschmücktes Giebelhaus mit Adlerbekrönung; Tür und Fenster erneuert. | 1902      | 06.10.1986       | 1/096 (1/132)          |
| Wohnhaus                                                    | Wohnhaus                                                    | Innenstadt Drususallee 71 Karte               | 1910 erbaut, Architekt Heinrich Greven, Putzfassade mit knappen historisierenden Schmuckformen, 3-geschossig mit ausgebautem Dachgeschoss, an der Sternstraße vier Achsen, an der Drususallee drei Achsen, hier EG unregelmäßig, Mansarddach; an der Drususallee rechts der mit mehrfach profiliertem Rundbogen versehene Eingang, umgeben von einem leicht vorspringenden Rechteckfenster, Kreuzsprossenfenster im EG mit Korbbogen, in den OG mit geradem Abschluss, in der Mittelachse über beiden Geschosse reichender Erker mit je drei schmalen Fenstern flankiert von durchgehenden Pilastern mit stilisiertem korinthischen Kapitell, unter dem Sohlbankgesims Metopen, in dieser aus Eierstäben gebildete Quadrate eingeschrieben; an der Sternstraße Kreuzsprossenfenster im EG mit Korbbogen, in den OG mit geradem Abschluss, im 1. OG Mittelerker mit drei schmalen Korbbogenfenstern, flankiert von kannelierten Pilastern mit Kapitell, unter dem Sohlbankgesims Metopen, in der Erkerachse Dachaufsatz mit vier schmalen Fenstern; an der Drususallee neue Dachgauben. | 1910      | 06.06.1986       | 1/077 (1/133)          |
| Wohnhaus                                                    | Wohnhaus                                                    | Innenstadt Drususallee 72 Karte               | 1907 von August Stevens erbaut, Architekt Heinrich Greven; 3-geschossiges Eckhaus in 2:3:1:2 Achsen, ausgebautes Dach, Satteldach/Mansarddach, an der Sternstraße 2-achsiger etwas zurückliegender Anbau, Putzfassade mit historisierenden Schmuckformen; Hauptbau an der Sternstraße durch Giebel erhöht, über EG verkröpftes reich verziertes Gurtgesims, mittlere Fenster im OG mit Balkon; das mittlere Fenster im 2. OG mit Gebälkverdachung, Giebelfenster mit aufwändiger Putzrahmung, Krüppelwalm auf Konsole, 4-seitiger auskragender Eckerker mit reichem Zierrat im obersten OG, Dachbalkon; an der Drususallee EG ohne Achsenabstimmung, Eingang an der rechten Seite, darüber tiefgezogener, 3-seitiger Erker mit Balkonabschluss im Zwischengeschoss; Dachfenster; Tür und Fenster erneuert, Dachbalkon über Eckerker nachträglich angelegt. Anbau EG in Bänderputz, Wandöffnungen mit Gebälk verdacht; Fenster in den OG zusammengefasst durch Rahmung und Giebelverdachung im 2. OG, zwei Dachgauben; Fenster erneuert. Die Drususallee als eine Hauptachse der wilhelminischen Stadterweiterung ist durchgängig von originalen, qualitätvoll gestalteten bürgerlichen Wohnhäusern geprägt. Das Haus Nr. 72 ist ein bedeutendes Zeugnis für die Stadtentwicklungsgeschichte und die Wohn- und Lebensweise um die Jahrhundertwende. | 1907      | 11.08.1998       | 1/307 (1/134)          |
| Wohnhaus                                                    | Wohnhaus                                                    | Innenstadt Drususallee 73 Karte               | 1913/14 zusammen mit gleichartigen Häusern Nr. 75 und 77 von Johannes Geller erbaut, Architekt Constantin Wienstroer nach Skizzen von Peter Behrens, Rauputzfassade mit Hausteinsockel, 2-geschossig in drei Achsen, streng gegliedert nach den Gestaltungsgrundsätzen der neuen Sachlichkeit, ausgebautes Satteldach; Wandöffnungen durch zurückspringende Brüstungsflächen des 1. OG. achsweise zusammengefasst, Eingang in der linken Achse, Kranzgesims und weit auskragendes Dachgesims, im Dach zwei breite Gauben; Tür mit Oberlicht und Sprossenfenster Originalzustand. | 1913/14   | 04.08.1986       | 1/083 (1/135)          |
| Wohnhaus                                                    | Wohnhaus                                                    | Innenstadt Drususallee 74 Karte               | 1904 von Josef August Stevens erbaut, Architekt Jacob Renner; 3-geschossig in vier Achsen, ausgebautes Satteldach; linke Achse leicht vorgezogen; Putzfassade mit historisierenden Schmuckformen, EG in Bänderputz, rundbogige Wandöffnungen, Fensterumrahmungen, zurückgesetzter Eingang in der rechten Achse, aufwändige Schmuckbekrönung mit Rundfenster, abschließendes Gurtgesims; in den OG Wandöffnungen mit reicher Verdachung, Akzentuierung der linken Achse durch halbellipsenförmige, auskragende Balkone (im 1. OG mit Balustrade auf Konsolen, im 2. OG von fünf Säulen des 1. OG getragen) und durch Knickgiebel mit Rundfenster, Dachgauben; Tür und Fenster Originalzustand, Fenster im EG erneuert. Die Drususallee als eine Hauptachse der wilhelminischen Stadterweiterung ist durchgängig von originalen, qualitätvoll gestalteten bürgerlichen Wohnhäusern geprägt. Das Haus Nr. 74 ist ein bedeutendes Zeugnis für die Stadtentwicklungsgeschichte und die Wohn- und Lebensweise um die Jahrhundertwende. | 1904      | 11.08.1998       | 1/308 (1/136)          |
| Wohnhaus                                                    | Wohnhaus                                                    | Innenstadt Drususallee 75 Karte               | 1913/14 zusammen mit gleichartigen Häusern Nr. 75 und 77 von Johannes Geller erbaut, Architekt Constantin Wienstroer, Rauputzfassade mit Hausteinsockel, 2-geschossig in drei Achsen, streng gegliedert nach den Gestaltungsgrundsätzen der neuen Sachlichkeit, ausgebautes Satteldach; Wandöffnungen durch zurückspringende Brüstungsflächen des 1. OG. achsweise zusammengefasst, Eingang in der linken Achse, Kranzgesims und weit auskragendes Dachgesims, im Dach zwei breite Gauben; Tür mit Oberlicht und Sprossenfenster Originalzustand. | 1913/14   | 04.08.1986       | 1/084 (1/137)          |
| Wohnhaus                                                    | Wohnhaus                                                    | Innenstadt Drususallee 76 Karte               | 1904/05 von August Steven erbaut, Architekt Jacob Renner; Quaderputzfassade mit reichen neugotischen Schmuckformen; 2-geschossig in drei Achsen, ausgebautes Satteldach; rechte Achse leicht vorgezogen; in den seitlichen Achsen gekoppelte Fenster, im OG mit aufwändiger Rahmung und Brüstungsreliefs; in der Mittelachse zurückgesetzter Eingang mit Maßwerk-Oberlicht, daneben Fenster, im OG 3-seitiger Erker; durchlaufendes Sockel-, Gurt- und brüstungshohes Kranzgesims, letzteres mit reicher Maßwerkfüllung und in den seitlichen Achsen auf unterschiedlich langen Konsolen; hoher, verzierter Giebelaufsatz in der rechten Achse, Balkon vor mittlerem Fenster, in der linken Achse kleiner Giebel, in der Mittelachse neuere Dachgaube; Tür und Fenster im EG Originalzustand, Fenster im OG und im Dachgeschoss erneuert. | 1904/05   | 03.06.1987       | 1/109 (1/138)          |
| Wohnhaus                                                    | Wohnhaus                                                    | Innenstadt Drususallee 77 Karte               | 1913/14 zusammen mit gleichartigen Häusern Nr. 75 und 77 von Johannes Geller erbaut, Architekt Constantin Wienstroer, Rauputzfassade mit Hausteinsockel, 2-geschossig in drei Achsen, streng gegliedert nach den Gestaltungsgrundsätzen der neuen Sachlichkeit, ausgebautes Satteldach; Wandöffnungen durch zurückspringende Brüstungsflächen des 1. OG. achsweise zusammengefasst, Eingang in der linken Achse, Kranzgesims und weit auskragendes Dachgesims, im Dach zwei breite Gauben; Tür mit Oberlicht und Sprossenfenster Originalzustand. | 1913/14   | 04.08.1986       | 1/085 (1/139)          |
| Wohnhaus                                                    | Wohnhaus                                                    | Innenstadt Drususallee 78 Karte               | 1904/05 von August Steven erbaut, Architekt Jacob Renner; 3-geschossig in zwei Achsen, rechte Achse leicht vorgezogen, ausgebautes Satteldach; Putzfassade mit historisierenden Schmuckformen; EG in Bänderputz, rundbogige, umrahmte Wandöffnungen, zurückgesetzter Eingang in der linken Achse, abschließendes Gurtgesims; im 1: OG Brüstungsfelder mit Blendbalustraden, in der rechten Achse halbrunder Erker mit drei Fenstern, Fenster der linken Achse mit Schmuckfeld und Karniesbodenverdachung; Fenster der rechten Achse im 2. OG seitlich durch Pilaster eingefasst, Balkon mit originalem Balkongitter, karniesbogenförmige Wandöffnungen, in der linken Achse mit Gebälk verdacht; Schmuckfeld und Giebelhaus in der rechten Achse, 2 Dachfenster; Tür original, Fenster erneuert. Die Drususallee als eine Hauptachse der wilhelminischen Stadterweiterung ist durchgängig von originalen, qualitätvoll gestalteten bürgerlichen Wohnhäusern geprägt. Das Haus Nr. 74 ist ein bedeutendes Zeugnis für die Stadtentwicklungsgeschichte und die Wohn- und Lebensweise um die Jahrhundertwende. | 1904/05   | 11.08.1998       | 1/309 (1/140)          |
| Wohnhaus                                                    | Wohnhaus                                                    | Innenstadt Drususallee 79 Karte               | 1913/14 zusammen mit gleichartigen Häusern Nr. 73–77 von Johannes Geller erbaut, Architekt Constantin Wienstroer; Rauputzfassade mit Hausteinsockel, 3-geschossig in drei Achsen, streng gegliedert nach den Gestaltungsgrundsätzen der neuen Sachlichkeit, ausgebautes Walmdach; Wandöffnungen des EG und 1. OG achsweise durch zurückspringende Brüstungsflächen zusammengefasst, Eingang in der rechten Achse, Gurtgesims über 1. OG, Kranzgesims und weit auskragendem Kranzgesims; im Dach in der Mittelachse Halbrundgaube, Tür mit Oberlicht und Sprossenfenster Originalzustand. | 1913/14   | 04.08.1986       | 1/086 (1/141)          |
| Wohnhaus                                                    | Wohnhaus                                                    | Innenstadt Drususallee 80 Karte               | Um 1900 erbaut; Backsteinfassade mit historisierenden Schmuckformen, im EG Quaderputz; 3-geschossig in drei Achsen, Satteldach; im 1. OG Gurt- und Sohlbankgesims mit Balusterfeldern unter den Fenstern, reiche Fensterrahmung und –bekrönung, im 2. OG Sohlbankgesims und reich verziertes Konsolengesims; 1980–82 Innenausbau, Tür und Fenster Originalzustand. | um 1900   | 04.04.1985       | 1/017 (1/142)          |
| Wohn- und Bürohaus                                          | Wohn- und Bürohaus                                          | Innenstadt Drususallee 81 Karte               | Erbaut 1910/11 von Albert Josephs, Architekt Dominikus Heurich. 3-geschossiges, traufständiges Wohn- und Bürohaus in geschlossener Reihe mit ausgebautem Mansarddach; hofseitig schmaler 3-geschossiger Anbau. Straßenseitige Putzfassade mit Gestaltungselementen zwischen Jugendstil und Neuer Sachlichkeit, die rechteckigen Wandöffnungen in 3 (im EG unregelmäßigen) Achsen angeordnet. EG in Streifenputz über Sockel aus rustizierten Quadern; links zurückgesetzter Hauseingang, darüber vorspringendes Oberlichtfeld aus seitlichen Konsolen, mit Ovalfenster und Karniesbogen-Bekrönung; rechts anschließend schmales Fenster und gleichartige 4-Fenstergruppe in der Mittelachse, ganz rechts Toreinfahrt mit darüber liegendem Spruchband und Verdachung; abschließendes Gurtgesims. Die OG durch flache Pilaster in den seitlichen Achsen zusammengefasst, in den Wandfeldern figürliche Reliefplatten zwischen den Fenstern. Mittelachse betont durch halboval vorgewölbten Erker über beide OG, mit kräftig markierten Gesimsbändern und je drei Fenstern mit reliefierten Brüstungsfeldern, die Fensterpfeiler mit abakusförmigen oberem Abschluss. Kassettiertes Kranzgesims, kräftig auskragendem über den Erker durchgezogenes Traufgesims. Im Dachbereich breite 3-fenstrige Gaube, das Mittelfenster halboval vorspringende Dachfläche verschiefert. Tür und Fenster modern erneuert. | 1910/11   | 18.05.1994       | 1/202 (1/143)          |
| Wohnhaus                                                    | Wohnhaus                                                    | Innenstadt Drususallee 82 Karte               | 1900 erbaut, Backstein-Putzfassade mit historisierenden und floralen Schmuckelementen; 3-geschossig in drei Achsen, Satteldach, Bänderputz im EG und Lisenengliederung in den OG, Mittelachse betont durch Balkon im 1. OG und Karniesbogengiebel mit Jahreszahl am Dach; 1983 Innenumbau, Dachgeschossausbau und Modernisierung, Tür Originalbestand, Fenster neu (Kunststoffrahmung mit verziertem Kreuz ohne Sprossenteilung), im Inneren Treppe und Fußboden des Treppenhauses erhalten. | 1900      | 10.06.1985       | 1/058 (1/144)          |
| Wohn- und Bürohaus                                          | Wohn- und Bürohaus                                          | Innenstadt Drususallee 83 Karte               | 1922 von Bernhard Ruland nach eigenen Entwürfen erbaut; Backsteinfassade, EG, Gewände und Dekor in Kalksandstein; 3-geschossig in vier Achsen, Satteldach; Eingang in der rechten Achse, Fenster des 1. OG mit Brüstungsfeldern, über den beiden Mittelachsen Zwerchgiebel mit Fenstererker, flankierenden Adlerskulpturen, breitem Gesims und Dreiecksabschluss, Giebelfeld mit Fischgrätenverband, seitlich des Giebels je ein Dachhäuschen; neue Tür; 1984/85 Instandsetzung und Modernisierung, neue Fenster (Holzrahmen mit originaler Sprossenteilung), ehem. Holztreppenhaus in Beton erneuert, Dachgeschossausbau, alle Geschosse in Grundriss verändert. | 1922      | 29.04.1985       | 1/057 (1/145)          |
| Wohnhaus                                                    | Wohnhaus                                                    | Innenstadt Drususallee 84 Karte               | 1901/02 von Regierungsbaumeister Julius Busch erbaut. 3-geschossiges Wohnhaus in sieben Achsen, ausgebautes Dachgeschoss, zwei hofseitige Anbauten. Reich gegliederte Backsteinfassade mit historisierenden Schmuckformen. Im EG Glattputzsockel, Segmentbogenfenster mit durchlaufendem Sohlbankgesims, zurückgesetzter Eingang in der 3. Achse von links, Gurtgesims; im 1. OG Segmentbogenfenster mit durchlaufendem Sohlbankgesims und Brüstungsfeldern mit Dreipassfüllung, in der Mittelachse 3-seitiger Erker auf Konsolen; im 2. OG Spitzbogenfenster mit durchlaufendem Sohlbankgesims, Brüstungsfeldern mit Vierpassfüllung und Profilverdachung, in der Mittelachse Balkon mit schmiedeeisernem Geländer, reich geschmücktes Kranzgesims; über den 3 mittleren Achsen Giebelhaus, seitlich niedrigere Giebelhäuser zusätzlich durch dreieckige Pfeilervorlagen zwischen den Fenstern (teilweise auf Konsolen in Kämpferhöhe der Fenster des 2. OG endend) gegliedert. Fenster original, Tür erneuert. | 1901/02   | 23.06.1988       | 1/135 (1/146)          |
| Wohnhaus                                                    | Wohnhaus                                                    | Innenstadt Drususallee 88 Karte               | 1909 erbaut, Bauherr und Architekt Jacob Renner; 2-geschossig in fünf Achsen, die beiden Achsen rechts der Tür zusammengefasst, leicht vorgezogen und übergiebelt, mit flachem dreiseitigem Erker im Obergeschoss; Mansarddach; Putzfassade mit flacher Stuckornamentik; rechteckige Wandöffnungen, Fensterrahmungen, EG in Bänderputz, Eingang in der linken Achse; im OG Fenster mit Bekrönung und Brüstungsfeldern in flacher Stuckornamentik; Kniegiebel mit gekuppelten Fenstern, Fenster mit Schmuckbekrönung, darin ellipsenförmige Wandöffnung; kräftiges Dachgesims, Giebelhäuschen; Eingangsachse verändert. Die Drususallee als eine Hauptachse der wilhelminischen Stadterweiterung ist durchgängig von originalen, qualitätvoll gestalteten bürgerlichen Wohnhäusern geprägt. Das Haus Nr. 74 ist ein bedeutendes Zeugnis für die Stadtentwicklungsgeschichte und die Wohn- und Lebensweise um die Jahrhundertwende. Es ist erhaltenswert aus wissenschaftlichen, architekturgeschichtlichen und städtebaulichen Gründen. | 1909      | 11.08.1998       | 1/310 (1/147)          |
| Wohnhaus                                                    | Wohnhaus                                                    | Innenstadt Drususallee 89 Karte               | Um 1910 erbaut von Eduard Rheins; 2-geschossig in zwei Achsen, rechte Achse verbreitert; Souterrain, ausgebautes Mansarddach, Werksteinfassade; in der linken Achse des Souterrains zurückgesetzter Eingang, aufwändige Portalumrahmung mit Kartuschenrelief, Putten und Girlanden über dem Türsturz, in der Kartusche Monogramm E R (Eduard Rheins), abschließendes Gurtgesims; in der rechten Achse des EG flacher gewölbter Erker, Erkerfenster mit je zwei seitlich angeordneten kannelierten Säulen, Friesabschluss, darüber Balkon mit Gitter; übrige Fenster mit plastischer Umrahmung und Verdachung; Klötzchenfries unter Dachgesims; originale Fenstergitter im Souterrain sowie originales Balkongitter, Eingangstür und Fenster original. | um 1910   | 20.08.1997       | 1/278 (1/148)          |
| Wohnhaus                                                    | Wohnhaus                                                    | Innenstadt Drususallee 93 Karte               | 1913/14 von Andreas Thewald erbaut, Architekt H. Ingerfeld. Werksteinfassung in horizontaler Streifengliederung, 2-geschossig in zwei Achsen, linke Achse mit hohem Giebelhaus 3-geschossig, ausgebautes Satteldach. Im EG Basaltlavasockel unter Fensterzone, zurückgesetzter, über Sockelzone gerahmter Eingang in der unsymmetrisch gegliederten linken Achse. Wandstreifen zwischen EG- und OG-Fenster, lisenenartig vorspringend, desgleichen über OG Fenstern. Im OG durchlaufendes Sohlbankgesims, in der linken Achse flach gewölbter Erker mit drei Fenstern zwischen kannelierten Pilastern. In der rechten Achse weit auskragendes Dachgesims mit Klötzchenfries, breite Dachgaube. Rundbogiges Giebelhaus in der linken Achse mit zwei Fenstern zwischen durchlaufendem Sohlbankgesims und leicht vorgezogenem Halbkreisgiebelfeld; in Feldmitte Kartusche mit Monogramm des Erbauers, am Bogenrand Rahmung mit Klötzchenfries. Tür vermutlich original, Fenster erneuert. | 1913/14   | 17.01.1989       | 1/146 (1/149)          |
| Wohnhaus                                                    | Wohnhaus                                                    | Innenstadt Drususallee 95 Karte               | 1912/13 zusammen mit Haus Nr. 97 von Johannes Geller als Doppelhaus erbaut, nach Entwurf von Fritz Helmuth Ehmcke durch den Architekten Constantin Wienstroer; 2-geschossig in drei Achsen, ausgebautes Mansarddach, Putzfassade im Stil der neuen Sachlichkeit; rechteckige Wandöffnung, Eingang in der rechten Ache; 1. OG mit Sohlbankgesims; Kranzgesims, auskragendes Dachgesims, drei halbrunde Dachgauben; stark modernisiert, Fenster erneuert; Tür original. Die Drususallee als eine Hauptachse der wilhelminischen Stadterweiterung ist durchgängig von originalen, qualitätvoll gestalteten bürgerlichen Wohnhäusern geprägt. Das Haus Nr. 95 ist trotz Veränderungen ein wichtiges Zeugnis der Stadtbaugeschichte erhaltenswert insbesondere aus städtebaulichen Gründen. | 1912/13   | 10.08.1998       | 1/299 (1/150)          |
| Wohnhaus                                                    | Wohnhaus                                                    | Innenstadt Drususallee 97 Karte               | 1912/13 von Johannes Geller erbaut nach Entwurf von Fritz Ehmke durch den Architekten Constantin Wienstoer; Putzfassade im Stil der neuen Sachlichkeit, 2-geschossig in drei Achsen, ausgebautes Walmdach; abgerundete Eckbetonung mit halbrundem Erker im 1. OG, hier vier Sprossenfenster mit Oberlicht; verkröpftes Sohlbankgesims im 1. OG, sowie umlaufendes Dachgesims; drei halbrunde Dachgauben na der Drususallee; Seiteneingang mit Inschrift-Tafel, im 1. OG vier Schmale Wandöffnungen, Dachhäuschen; Fenster und Tür z. T. original. | 1912/13   | 26.08.1992       | 1/178 (1/151)          |
| Gebäude und Verladeanlage                                   | Gebäude und Verladeanlage                                   | Barbaraviertel Düsseldorfer Straße 1b Karte   | Annähernd in Nord-Süd-Richtung erstreckt sich die Gruppe der gewerblichen Bauten der Neusser Lagerhausgesellschaft an der Ausmündung des Hafenbeckens I in den Rheinhafen-Kanal. Zwei Gebäude-Staffeln sind dabei zu unterscheiden: einmal die gewerblichen Nutzbauten unmittelbar am Kai und zum zweiten die Baugruppe des Verwaltungsgebäudes und ein Garagentrakt zwischen Silostaffel und Düsseldorfer Straße. Als schützenswert werden nur die gewerblichen Bauten unmittelbar am Kai angesehen. 1) Stückgutlagerhaus von 1924/25 2) Getreide-Lagerhaus von 1896: ohne Gebäudeteil von 1934 und 1957 3) Getreide-Verladeanlage von 1953 Die Anlage ist bedeutend für die Geschichte der Städte und Siedlungen, sowie für die Entwicklung der Arbeits- und Produktionsverhältnisse. Für die Erhaltung und Nutzung liegen künstlerische, städtebauliche und wissenschaftliche Gründe vor. |           | 16.09.2010       | 1/365 (1/152)          |
| Wohnhaus                                                    | Wohnhaus                                                    | Innenstadt Elisenstraße 10 Karte              | Das Haus Elisenstraße 10 wurde 1910/11 durch die Bauunternehmer Gebr. Holthausen nach eigenen Entwürfen für den Kaufmann Theodor Zingsheim errichtet. 3-geschossig in vier Achsen mit einer Rauputzfassade. Erdgeschoss mit rauem Quaderputzsocke bis in Fensterbankhöhe. Eingang in der linken Achse, aufwändig gerahmt, bekrönt durch Schindelverzierung als Dachhäuschen. Die Obergeschosse betont durch einen vorspringenden Erker der beiden Mittelachsen. Über einer auskragenden Kastenrinne geschwungenes Dachhaus über dem Mittelfenster. Mansarddach mit kleinen Gauben rechts und links neben dem Dachhaus. Originale Eingangstür mit dahinter liegendem Flurbereich. Originale Fliesen im Schachbrettmuster und Marmorvertäfelung. In EG originale Eingangstüranlage, im Inneren ist die originale Raumstruktur weitestgehend erhalten sowie das Treppenhaus mit originalem Antrittspfosten und Treppengeländer. | 1910/11   | 20.06.2011       | 1/407 (1/153)          |
| Wohnhaus                                                    | Wohnhaus                                                    | Innenstadt Elisenstraße 14 Karte              | 1912 errichtet, Bauherr: Albert Hilgers, Bauleitung Gebr. Holthausen; 3-geschossiges Reihenhaus mit ausgebautem Dachgeschoss; über kräftigem Kranzgesims 3-achsigge Dachgaube mit Walmdach und Fußwarm sowie Einzelgaube; Mittelerker über beide Obergeschosse; Eingang in der linken Achse; rechteckige Tür- und Fensteröffnungen; in flachem Relief profilierte Putzfassade in den typischen, spröden Schmuckformen der Zeit nach dem Jugendstil; im Innern Struktur und Aufteilung weitgehend erhalten mit zahlreichen Ausstattungsdetails wie Treppenhaus mit Marmorwänden und –stufen im Eingangsbereich Treppengeländer, Etagentüren, Fenster etc.; rückwärtige Fassade purifiziert, teilweise verändert unter Austausch von Türen und Fenster. Das Haus ist bedeutend für die Stadtentwicklungsgeschichte. Es liegt im Stadterweiterungsgebiet zwischen Altstadt und Bahnhof, in der Struktur noch der wilhelminischen Reihenhausbebauung verbunden, gestaltet in Schmuckformen des Reformstils. | 1912      | 04.11.2003       | 1/339 (1/154)          |
| weitere Bilder                                              | Haus Eppinghoven                                            | Holzheim Eppinghovener Straße Karte           | 1231 Gründung des Filialklosters Kaarst durch das Zisterzienserinnenkloster Saarn bei Mülheim a.d. Ruhr und Erwerb eines Hofes in Eppinghoven. Vor 1237 Verlegung des Klosters von Kaarst nach Eppinghoven. 1465 Restaurierung der Klostergebäude. 1650 Umwandlung in ein adeliges Damenstift. 1695 Erneuerung des Abteigebäudes unter Äbtissin Agnes Dorothea Elisabeth von Landsberg. 1710 Erbauung des Torhauses durch Äbtissin Anna Margaretha von Randerath, 1768 Erbauung der Wirtschaftsgebäude durch Äbtissin Lucretia Bernardina von Graureben. Nach der Säkularisation 1802 Erwerb des Komplexes durch Gutsbesitzer Kamper. Die Klosterkirche wird abgebrochen. 1905 Erwerb durch Walter Christian Heye. Das Abteigebäude (I) wurde 1695 erneuert. Es bildet den Ostflügel der ehemaligen Klosteranlage. 2-geschossiges, 15-achsiges Backsteingebäude mit Walmdach, kolossaler ionischer Pilasterordnung, Basen und Kapitelle in Haustein, Rechteckfenster in Hausteinrahmung, Ost- und Südseite Dachhaus mit Voluten und Dreiecksgiebel, rundbogiges Portal zur Gartenseite, Halbsäulenvorlagen, Wappenrelief mit Familienwappen der Äbtissin Elisabeth von Landsberg. Hofseitig im Erdgeschoss später vermauerte Spitzbogenöffnungen. Das Innere 1979/80 völlig umgebaut, die Treppe entfernt. Erhalten: historisches Mauerwerk, zwei barocke, tonnengewölbte Keller, Reste eines Türgewändes und einer Kölner Decke im Obergeschoss, Übergang zum Südflügel Raum mit Kreuzgrat- (13. Jh.) und Kreuzrippengewölbe (15. Jh.) überwiegend originaler Dachstuhl aus Eiche. Nordflügel (II) der ehemaligen Klosteranlage heute geschlämmte Backsteinscheune mit zwei Toren und zwei spitzbogigen Öffnungen. Rechte Spitzbogenöffnung Ansätze von m.a. Maßwerk, nördliche Längsseite der Scheune Reste einer Tuffsteinquaderwand des 13. Jh. vermutlich der Klosterkirche. Nördlicher Anbau der 1930er Jahre ist nicht Teil des Denkmals. Südflügel (III) der ehemaligen Klosteranlage, 1768, 2-geschossiges, geschlämmtes Backsteingebäude, hofseitig rundbogige Obergeschoss-Fenster mit gefastem Wust, 13. Jh. steinerner Wulst unter der Traufe, ein Obergeschoss-Raum kreuzgratgewölbt mit gebusten Kappen (schließt an die entsprechenden Räume des Abteigebäudes an), Dachstuhl überwiegend 18. Jh., Südseite 20. Jh., Inschriftstein über Durchfahrt, Datierung, und zwei steinerne Löwenreliefs des 14./15. Jh. Westflügel (IV) aus den 1930er Jahren. Er ist nicht Teil der denkmalwerten Bausubstanz. Denkmalwert ist jedoch der Grundriss, der die Geschlossenheit der 4-flügeligen Klosteranlage verdeutlichen kann. Barockes Taubenhaus (V) 1710, Backstein, polygonaler Grundriss, geschweifte Haube. Erdgeschoss mit rundbogiger Durchfahrt, aufgehendes Mauerwerk mit zahlreichen kleinen Öffnungen. Torhaus (VI), 1710 Backstein mit Walmdach, über rundbogiger Durchfahrt Wohnraum, die Fenster mit Steingewände. Sandsteinportal pilastergerahmt, Pilaster mit Volutenkapitellen, schlichten Basen, rundbogiger Giebel mit Akantusrelief, Wappen der Äbtissin Margaretha von Randerath, Chronogramm, zwei Engel. Über dem Giebel Madonnenfigur. Nebengebäude (VII, VIII) links und rechts an das Torhaus anschließend, 1768. Rechtes Gebäude stark verändert, links Dachstuhl überwiegend 18. Jh. Beide Gebäude im Umriss 18. Jh. Mühlengebäude (IX–XI), 1765 und später, 2-geschossige, 4-flügelige, geschlämmte Backsteinanlage mit Walmdach, segmentbogige Fenster mit Klobensteinen, kolossale Pilasterordnung, profiliertes Geschossgesims, übergiebelter Mittelteil, Steintafel mit Voluten und Chronogramm. Links der Tortrakt, in jüngerer Zeit zu Wohnungen umgestaltet, rechts das ehemalige Mühlengebäude. Tragende Gebinde des Dachstuhls 18. Jh. Im Mühlentrakt ab ungefähr 1906 drei Holzböden eingezogen, aus der Zeit Francis-Turbine (Schuch/Rheydt), Königswellenantrieb, Riemenübertragung auf den Generator, zwei Holzsilos, ein späteres Backsteinsilo. Rückwärtig kleiner Innenhof von Nebengebäuden umgeben, Torhaus, Ställe, Lagerung. In Umriss und Substanz überwiegend 18. Jh. Südliches Gebäude Dachstuhl des 18. Jh. zwei doppelflügelige barocke Türen zum Hof, zwei barocke Zimmertüren mit altem Beschlagwerk, Wiederverwendung aus dem Abteigebäude. Das ehemalige Kloster Eppinghoven hat Bedeutung für die Geschichte des Menschen, insbesondere für die Geschichte des Klosterwesens seit dem 13. Jh. Zu Beginn des 13. Jh. setzte eine Welle von Klostergründungen der Zisterzienserinnen ein. Das 1214 gegründete Mutterkloster Saarn war das erste Zisterzienserinnen-Kloster in Deutschland. Um 1700 führen Reformbewegungen zu neuer geistiger und wirtschaftlicher Blüte. Das Abteigebäude ist Ausdruck dieser Zeit. Das ehemalige Kloster hat Bedeutung für die m.a. Siedlungsgeschichte und Wirtschaftsstruktur, durch bewusst gesuchte Abgeschiedenheit und Ansiedlung in der Nähe von Fließgewässern. Bis ins 19. Jh. war das Erfttal fast völlig versumpft, eine Ansiedlung in der Nähe des Flusses war nur auf erhöht gelegenen Terrassen möglich. Die Anlage ist erhaltenswert aus wissenschaftlichen und architekturgeschichtlichen Gründen. Mit ihren zahlreichen historischen Details ermöglicht die Anlage Aufschlüsse über die bauliche Entwicklung Eppinghovens vom 13. bis 18. Jh. und vermittelt anschaulich Bau- und Klostergeschichte. Die Anlage ist erhaltenswert aus sozial- und ortsgeschichtlichen Gründen, als anschauliches Dokument einer standesgemäßen Versorgungsanstalt adeliger und wohlhabender bürgerlicher Schichten. | 1231      | 27.09.2001       | 7/015 (1/155)          |
| Stadtmauerabschnitt Niedertor und Hamtorplatz               | Stadtmauerabschnitt Niedertor und Hamtorplatz               | Innenstadt Erftstraße 5–15 Karte              | Der nordwestliche Abschnitt der Neusser Stadtbefestigung zwischen dem ehemaligen Niedertor und der Einmündung Hamtorwall wurde durch neuzeitliche Eingriffe stark überformt. Ursprünglich bestand die Stadtbefestigung an dieser Stelle aus einem Mauerring des 13. Jahrhunderts, einem parallel im Abstand von 16,5 m vorgelagerten äußeren Mauerring des 14. Jahrhunderts und feldseitig vorgelagerten Grabenanlage. Die Grabenanlage wurde im 19. Jahrhundert verrohrt und durch die damals neu errichtete Häuserzeile Erftstraße 1–15 überbaut. Der innere Mauerring, der vermutlich nicht tiefer als sechzig Zentimeter fundamentiert war, wurde in diesem Abschnitt vollständig abgebrochen. Von dem äußeren Mauerring des 14. Jahrhunderts, der über drei Meter tief fundamentiert ist, haben sich Fundamentreste im Kellerbereich, bzw. in der rückwärtigen Hoffläche der Häuser Niederstraße 5 und Erftstraße 5, 7, 9, 11, 13 und 15 erhalten. Das Stadtmauerwerk, das zwischen 90 cm und 1,2 m breit gearbeitet ist, besteht aus Lagen von Feldbrandsteinen und Basalten. Außerdem ist in der Stadtmauerflucht ein Rundturm erhalten. Der im Querschnitt rund 9 m messende Rundturm ist im Kellergeschoss und im Erdgeschoss noch in originaler Mauersubstanz erhalten. Im Kellergeschoss ist das Basalt/Tuff, bzw. Basalt/Ziegelmauerwerk rund 1,2 m stark. Das feldseitige, aus der Stadtmauerflucht vorkragende Turmsegment zeigt eine geschlossene Rundung, das stadtseitige, nur ein Drittel der Rundung umfassende Turmsegment wird durch vier Nischen gegliedert. In östlicher und westlicher Richtung gehen seitlich des Turmes die Fundamente der äußeren Stadtmauer des 14. Jahrhunderts ab. Nach Osten in Richtung des ehemaligen Niedertores lassen sich im Keller die Stadtmauerfundamente auf einer Strecke von 23 m verfolgen. | 13. Jh.   | 09.07.2002       | 1/327 (1/156)          |
| Wohnhaus                                                    | Wohnhaus                                                    | Innenstadt Erftstraße 62 Karte                | 1898 von Franz Deselaers erbaut, Architekt Theodor Lümen; Backsteinfassade, Wandöffnungen mit Quaderputz eingefasst; 3-geschossig in 5 Achsen, Satteldach; in den OG Gurt- und Sohlbankgesims, Dachgesims mit Konsolen, Fenster mit geschossweise unterschiedlichen Abschussformen; 1978 Modernisierung des EG, 1981 Modernisierung des 2. OG und Dachausbau mit fünf halbrunden Dachgauben, Tür und Fenster Originalzustand. | 1898      | 04.04.1985       | 1/018 (1/157)          |
| Wohnhaus                                                    | Wohnhaus                                                    | Innenstadt Erftstraße 64 Karte                | 1899 von den Geschwistern Neumann erbaut, Architekt P. Tillmann, Duisburg; Backstein-Putzfassade mit historisierenden Schmuckelementen; 3-geschossig mit Mezzanin in nicht durchgezogenen Achsen, Satteldach; im EG drei Fenster, Eingang rechts, die OG 3-achsig, Mittelachse betont durch 3-seitigen Erker über beide OG mit Balkonabschluss, darüber Rundbogenfenster und geschweifter Knickgiebel, die seitlichen Mezzaninfenster paarig angeordnet, im 1. OG Gurt- und Sohlbankgesims und Brüstungsfelder, Dachgesims; 1926 Veränderung der EG-Fassade mit Steinputz, dabei Fenstereinfassungen und –bekrönungen sowie Gesimse entfernt, 1954 Dachgeschossausbau, Tür und z. T. Fensterkreuz Originalzustand. | 1899      | 27.07.1985       | 1/059 (1/158)          |
| Wohnhaus                                                    | Wohnhaus                                                    | Innenstadt Erftstraße 66 Karte                | 1901/02 von Frau Sels erbaut, Architekt Jacob Renner; Quaderputzfassade mit reichhaltigen neubarocken Schmuckformen; 3-geschossig in drei Achsen; links Achse betont durch offene Veranda mit Säulengliederung im 1. OG darüber Balkon mit schmiedeeisernem Brüstungsgitter, im Ziergiebel Baujahreszahl und Wappen, Portal in der rechten Achse mit Säulenrahmung und Ochsenauge; 1959 Keller und EG zu Büroräumen umgebaut, 1983 Modernisierung und Aufteilung in Eigentumswohnungen, zwei neue liegende Dachfenster, Tür und Fenster Originalzustand. | 1901/02   | 04.04.1985       | 1/019 (1/159)          |
| Wohnhaus                                                    | Wohnhaus                                                    | Innenstadt Erftstraße 68 Karte                | 1899 von Carl Renner erbaut, Architekt Jacob Renner; Quaderputzfassade mit neugotischen Schmuckformen in Sandstein; 3-geschossig in drei Achsen, Satteldach mit Giebelaufbau; in der Mittelachse Portal mit Kielbogenverdachung, darüber 2-geschossiger 3-seitiger Erker und geschweifter Giebel, reich verzierte Gewände mit Kreuzstock- und Maßwerkteilung in den OG miteinander verbunden, Wappen in den Fensterbekrönungen, Baujahreszahl am Erker; Tür Originalzustand. | 1899      | 04.04.1985       | 1/020 (1/160)          |
| Wohnhaus                                                    | Wohnhaus                                                    | Innenstadt Erftstraße 70 Karte                | 1900 von Notar Tils erbaut, Backstein-Putzfassade mit reichen historisierenden Schmuckformen, 3-geschossig in vier Achsen, Satteldach; EG mit Quaderputz durch Gurtgesims mit Konsolen in den Fensterachsen abgeschlossen, Tür und Fenster rundbogenförmig mit Kämpfergesims, im 1. OG Balkon auf großen, ins EG reichenden Konsolen, die OG durch Fensterrahmung und Brüstungsfeldern sowie Sohlbankgesims miteinander verbunden, im 2. OG Fenster mit gesprengten Giebeln verdacht, Dachgesims mit Konsolen; 1980 Innenausbau und Modernisierung, Dachgeschossausbau mit vierteiligem, schieferverkleidetem Dachgaubenband, Tür Originalzustand, Fenster neu (Aluminiumrahmen mit Scheinsprossen). | 1900      | 06.01.1986       | 1/062 (1/161)          |
| Wohnhaus, Fassade und Dach                                  | Wohnhaus, Fassade und Dach                                  | Innenstadt Erftstraße 74 Karte                | Das Wohnhaus Erftstraße 74 wurde 1898/99 von Dachdeckermeister Mathias Groß erbaut. Architekt war Wilhelm Fasbender, 1909 erfolgte ein Umbau des Erdgeschosses. Dabei wurde die Haustür in die rechte Achse verlegt, in der linken Achse wurde ein Kellerzugang geschaffen. Das 3-geschossige traufständige Haus ist drei Achsen breit und hat ein schiefergedecktes Mansarddach. Die Backstein-Putzfassade zeigt historistische Gestaltung. Das Erdgeschoss besitzt über niedrigem Glattputzsockel eine Brüstungszone mit Diamantquadern und über einem Sohlbankgesims kräftig profilierten Bänderputz. Die segmentbogigen Wandöffnungen sind von Keilstein-Motiven in Form plastischer Köpfe bekrönt. Ein Gurtgesims schließt das Erdgeschoss ab. Die backsteinverkleideten Geschosse darüber sind durch Sohlbankgesimse und zusätzliche waagerechte Putzstreifen gegliedert. Die rechteckigen Fenster sitzen in Putzrahmungen. Im 1. Obergeschoss fasst eine Verdachung die Fensterachsen zusammen, die Mittelachse durch Rundbogen mit plastischem Schmuck im Giebelfeld betont. Die Fensterbrüstungen schmücken Baluster. Die Fenster im 2. Obergeschoss zeigen einfache gerade Verdachung. Das Dachgesims ist vereinfacht erneuert. Über dem Dachgesims in der Mittelachse erhebt sich ein Dachhaus mit Volutenschmuck, Rundbogengiebel und gekuppeltem Rundbogenfenster. Das Dachhaus wird in den Seitenachsen flankiert von je einer kleinen erneuerten Dachgaube. Die Haustür ist original. Die Fenster wurden stilgerecht erneuert. Das Haus ist bedeutend für die Stadtbaugeschichte von Neuss. Es ist Bestandteil der wilhelminischen Stadterweiterung, die hier in anschaulicher Dichte erfahrbar ist. Die Erhaltung der Fassade liegen aus städtebaulichen uns architekturgeschichtlichen Gründen im öffentlichen Interesse. | 1898/99   | 15.11.2007       | 1/385 (1/162)          |
| Wohnhaus                                                    | Wohnhaus                                                    | Innenstadt Erftstraße 76 Karte                | 1864 von Cornelius Reistorff in einer Reihe von acht Wohnhäusern an der Ecke zur Kanalstraße erbaut, Architekt Peter A. Bohnen; Putzfassade mit Lisenengliederung; 3-geschossig in je drei Achsen, Satteldach; Eingangsseite zur Erftstraße giebelständig, Fenster mit segmentbogenförmigen Abschlüssen; nördlich anschließender Anbau aus der gleichen Zeit, 2-geschossig in drei Achsen, Toreinfahrt 1937 beseitigt, flach gedeckt; 1981 Innenausbau z. T. für Büronutzung und Dachausbau mit drei Dachgauben an der Kanalstraße, neue Tür und neue Fenster (Aluminiumrahmen mit Scheinsprossen). Bedeutendes Zeugnis der Stadtbaugeschichte, erhaltenswert insbesondere aus künstlerischen und städtebaulichen Gründen. | 1864      | 04.04.1985       | 1/021 (1/163)          |
| Wohnhaus                                                    | Wohnhaus                                                    | Innenstadt Erftstraße 78 Karte                | 1863 von Notar Heinrich Knein und Helene Clostermann als Wirtschaftsteil und Dienstbotenwohnung zusammen mit dem Haus Kanalstraße 2 erbaut, Architekt Carl Verhas; Putzfassade mit spätklassizistischen Schmuckformen; 2-geschossig mit Mezzanin in fünf Achsen, flach geneigtes Pultdach; rechte Achse mit 1932 geschaffenem Eingang zurückgesetzt, im EG einfach und gekuppelte Segmentbogenfenster im Wechsel, im OG Rundbogenfenster und im Mezzanin Occuli, Gurtgesims bis zur Eingangsachse, Portal mit Pilasterrahmung und geteiltem Oberlicht; Fenster Originalzustand. | 1863      | 04.04.1985       | 1/022 (1/164)          |
| Wohnhaus                                                    | Wohnhaus                                                    | Innenstadt Erftstraße 86 Karte                | 1909/10 von Ludolf Ricken erbaut, Architekt Carl Schauburg; 3-geschossig in drei Achsen, Satteldach, Putzfassade mit historisierenden Schmuckformen; EG in Bänderputz, Eingang in der linken Achse, halbovaler Erker in der mittleren Achse, im 1. OG als Balkon mit durchbrochener Brüstung und seitlichen Schmuckformen endend, abschließendes Gurtgesims mit Fries; im 1. OG Sohlbankgesims, in der mittleren Achse zwei Felder eingefasst, flache Ädikula; im 2. OG unter den seitlichen Fenstern Schmuckfelder, Wandöffnungen mit Friesabschluss; reich verziertes Kranzgesims, auskragendes Dachgesims mit Kassettenschmuck; Tür und Fenster erneuert; originale Vorgarteneinfassung. | 1909/10   | 26.04.1986       | 1/239 (1/165)          |
| Wohnhaus                                                    | Wohnhaus                                                    | Innenstadt Erftstraße 88 Karte                | 1903/04 von Josef van Endert erbaut, Architekt Theodor Lümen; Putzfassade mit reichen historisierenden Schmuckformen, 3-geschossig in vier Achsen über hohem Sockel (Souterrain), ausgebautes Mansarddach; in der 2. Achse von links 5-seitiger Erker im Souterrain und EG, im 1. OG als Balkon endend; sämtliche Wandöffnungen mit reich verzierter Rahmung; im Souterrain seitlich Einfassung der Achsen durch rustizierte Quader, in der linken Achse Wirtschaftseingang, abschließendes Gesims; im EG vorwiegend Bänderputz, Sohlbankgesims, in der rechten Achse Hauseingang (teilw. In Sockelzone) mit querovalem Oberlichtfenster in Schmuckfeld und Karniesbogenverdachung, abschließendes Gurtgesims; in den OG Quaderputz, seitlich Einfassungen der 2. Achse von links durch Schmuckpilaster, Giebelbekrönung mit Schmuckfeld; Fenster des 1. OG mit durchlaufendem Sohlbankgesims und Karniesbogenverdachung über Schmuckfeld, Fenster des 2. OG mit durchlaufendem Sohlbankgesims und ornamentaler Bekrönung; auskragendes Dachgesims; Fenstergitter im Souterrain und Balkongitter original; Fenster überwiegend erneuert, Türen original. | 1903/04   | 18.12.1988       | 1/145 (1/166)          |
| Wohnhaus                                                    | Wohnhaus                                                    | Innenstadt Erftstraße 96 Karte                | 1906 von den Gebr. Pannenbecker zusammen mit den Häusern Erftstraße 98 und 100 und Liedmannstraße 1 erbaut; Putz-, Schiefer und Fachwerkfassade; 2-geschossig mit Sockelgeschoss und Giebel in der rechten und Mezzanin in der linken Achse, Satteldach; links Treppenhausachse, Eingang von zwei schmalen Fenstern flankiert, an der rechten Fassadenseite im Sockelgeschoss mit Quaderputz und abschließendem Sockelgesims halbrundes, dreigeteiltes Kellerfenster, im hochliegenden EG Erker mit drei schmalen Fenstern mit verzierten Rollladenkästen, im OG Balkon mit originalem schmiedeeisernen Geländer, dahinter 3-teiliges Karniesbogenfenster, darüber vorgezogener, geschieferter Dachgiebel mit zwei Fenstern, in der Mitte des Daches ein zweiter Giebel mit Fachwerk; 1930 ehem. Balkonkonsolen entfernt; Tür original, Fenster überwiegend neu (Holzrahmen mit Ganzglasscheiben). | 1906      | 06.01.1986       | 1/063 (1/167)          |
| Wohnhaus                                                    | Wohnhaus                                                    | Innenstadt Erftstraße 98 Karte                | 1906 von den Gebr. Pannenbecker zusammen mit den Häusern Erftstraße 96 und 100 und Liedmannstraße 1 erbaut; die Fassaden von Nr. 98 und 100 spiegelbildlich mit Pilastern und Figurenschmuck in der Spiegelachse; Putz- und Fachwerkfassade; 2-geschossig mit Sockelgeschoss und Giebel in der rechten und Mezzanin in der linken Achse, Satteldach; links Treppenhausachse, Eingang beidseitig mit Quaderputz und abschließendem Sockelgesims zweiteiliges Kellerfenster, im hochliegenden EG Quaderputz Gurtgesims und breites Fenster, im OG Eckpilaster und halbrunder Balkon mit originalem schmiedeeisernen Geländer, dahinter Fenstertür flankiert von zwei schmalen Fenstern, darüber vorkragender Spitzbogengiebel im Fachwerk mit zwei Fenstern; mit Ausnahme der Flur- und Dachfenster alle Wandöffnungen korbbogenförmig; Tür Originalzustand, Fenster z. T. Originalzustand (Holzrahmen mit Sprossenteilung). | 1906      | 06.01.1986       | 1/064 (1/168)          |
| Wohnhaus                                                    | Wohnhaus                                                    | Innenstadt Erftstraße 100 Karte               | 1906 von den Gebr. Pannenbecker zusammen mit den Häusern Erftstraße 96 und 98 und Liedmannstraße 1 erbaut; die Fassaden von Nr. 98 und 100 spiegelbildlich mit Pilastern und Figurenschmuck in der Spiegelachse; Putz- und Fachwerkfassade; 2-geschossig mit Sockelgeschoss und Giebel in der linken und Mezzanin in der rechten Achse, Satteldach; links Treppenhausachse, Eingang beidseitig mit Quaderputz und abschließendem Kämpfergesims eingefasst, links Fassadenseite leicht vorgezogen, im Sockelgeschoss mit Quaderputz und abschließendem Sockelgesims zweiteiliges Kellerfenster, im hochliegenden EG Quaderputz Gurtgesims und breites Fenster, im OG Eckpilaster und halbrunder Balkon mit originalem schmiedeeisernen Geländer, dahinter Fenstertür flankiert von zwei schmalen Fenstern, darüber vorkragender Spitzbogengiebel im Fachwerk mit zwei Fenstern; mit Ausnahme der Flur- und Dachfenster alle Wandöffnungen korbbogenförmig; Tür neu (Ganzglas), Fenster Originalzustand (Holzrahmen mit aufwändiger Sprossenteilung). | 1906      | 06.01.1986       | 1/065 (1/169)          |
| Wohn- und Bürohaus                                          | Wohn- und Bürohaus                                          | Innenstadt Erftstraße 102 Karte               | Das Haus Erftstraße 102 wurde zusammen mit Nr. 104 1905 nach Plänen des Architekten Jacob Renner erbaut. 1910 wurde der Aufbau des Hintergebäudes genehmigt. Bauherr war Wilhelm Moll. Das 2-geschossige traufständige Haus ist drei Achsen breit und hat ein ausgebautes Mansarddach mit Biberschwanzdeckung. Die Putzfassade zeigt historisierende Schmuckformen. Alle Wandöffnungen sind mit Stuckrahmung versehen. Der vorgesetzte niedrige Sockel und das EG sind in Quaderputz ausgeführt. In der linken Achse befindet sich der zurückgesetzte Eingang mit Schmuckbekrönung und ellipsenförmigem Oberlicht, in der rechten Achse eine geschlossene Tür mit Schmuckfeld. Zwischen den Türen sitzt eingekuppeltes Fenster. Ein Gurtgesims schließt das Erdgeschoss ab. Die Mittelachse des OG betont ein Risalit mit Giebelhaus und aufgesetztem Mittelteil mit geschweiftem Knickgiebel und gekuppeltem Fenster. Das Giebelfeld des Mittelteils zeigt Wappen und Schmuckverzierung. Der Giebel des Giebelhauses besitzt ebenfalls ein gekuppeltes Fenster, bekrönt von einer geraden Verdachung und einer Schmuckverzierung im Giebelfeld. Ein kräftiges Kranzgesims bildet den Giebelabschluss. Die seitlichen Achsen werden abgeschlossen durch ein auskragendes Kranzgesims auf Konsolen und ein darüber liegendes nach hinten versetztes hohes Dachgesims mit seitlich das Giebelhaus flankierendem Schmuck. Rechts und links des Giebelhauses befindet sich je eine kleine Dachgaube. Fenster und Tür en sind erneuert. Im Inneren geschützt sind die historische Grundriss-Struktur und die historische Ausstattung, soweit noch original erhalten (z. B. das originale Treppenhaus). Das Haus ist bedeutend für die Stadtbaugeschichte von Neuss. Es ist Bestandteil der wilhelminischen Stadterweiterung, die hier in anschaulicher Dichte erfahrbar ist. Die Erhaltung der Fassade liegt aus städtebaulichen uns architekturgeschichtlichen Gründen im öffentlichen Interesse. | 1905      | 24.08.2007       | 1/386 (1/170)          |
| Wohn- und Bürohaus                                          | Wohn- und Bürohaus                                          | Innenstadt Erftstraße 104 Karte               | Das Haus Erftstraße 104 wurde zusammen mit Nr. 102 1905 nach Plänen des Architekten Jacob Renner erbaut. 1910 wurde der Aufbau des Hintergebäudes genehmigt. Bauherr war Johann Kurth. Das 3-geschossige traufständige Haus ist drei Achsen breit und hat ein flaches Pultdach. Die Putzfassade zeigt historisierende Schmuckformen. Der vorgesetzte niedrige Sockel und das EG sind in Bänderputz ausgeführt. Alle Wandöffnungen sin mit Stuckrahmungen versehen. In der rechten Achse befindet sich der zurückgesetzte Eingang mit Schmuckbekrönung und ellipsenförmigem Oberlicht. Ein Gurtgesims schließt das Erdgeschoss ab. Die Fenster des ersten Obergeschosses besitzen Brüstungsfelder und Schmuckverdachung. Die Fenster des zweiten OG sind mit einfacherer Gebälkverdachung versehen. Ein geschweifter Knickgiebel mit plastischem Schmuck im Giebelfeld und kräftigem Kranzgesims bildet den Fassadenabschluss. Fenster und Türen sind erneuert. Im Inneren geschützt sind die historische Grundriss-Struktur und die historische Ausstattung, soweit noch original erhalten. Das Haus ist bedeutend für die Stadtbaugeschichte von Neuss. Es ist Bestandteil der wilhelminischen Stadterweiterung, die hier in anschaulicher Dichte erfahrbar ist. Die Erhaltung der Fassade liegt aus städtebaulichen uns architekturgeschichtlichen Gründen im öffentlichen Interesse. | 1905      | 24.08.2007       | 1/387 (1/171)          |
| Wohnhaus                                                    | Wohnhaus                                                    | Innenstadt Erftstraße 108 Karte               | Das Haus Erftstraße 108 wurde 1903/04 von Jacob Renner nach eigenem Entwurf erbaut. 1924 wurde als rückwärtiger Anbau die Errichtung einer Schneiderwerkstatt genehmigt. Das 3-geschossige traufständige Haus ist drei Achsen breit und hat ein ausgebautes Mansarddach. Die Putzfassade zeigt historisierende Schmuckformen. Alle Wandöffnungen sind mit Segmentbogenabschluss und Stuckrahmung eingefasst. In der linken Achse befindet sich der zurückgesetzte Eingang. Das Erdgeschoss ist in Bänderputz ausgeführt. Ein Gurtgesims schließt das Erdgeschoss ab. In den Obergeschossen ist in der rechten Achse seitlich durch Putzquader eingefasst. Die Fenster des ersten OG besitzen Brüstungsfelder und Karniesbogenverdachung mit geschmücktem Innenfeld. Über dem Fenster der rechten Achse befindet sich im 1. OG das Monogramm des Architekten und im 2. OG das Emblem des Architekten. Ein auskragendes Dachgesims schließt die Fassade ab. Darüber sitzt in der rechten Achse ein Giebelhaus mit Ochsenaugenmotiv über dem Fenster und seitlich von Vasen flankiert. In der linken und mittleren Achse befindet sich je eine Dachgaube. Die Fenster sind erneuert, die Haustür, ebenfalls mit Emblem des Architekten, ist original. Im Inneren geschützt sind die historische Grundriss-Struktur und die historische Ausstattung soweit noch original erhalten. Das Haus ist bedeutend für die Stadtbaugeschichte von Neuss. Es ist Bestandteil der wilhelminischen Stadterweiterung, die hier in anschaulicher Dichte erfahrbar ist. Die Erhaltung der Fassade liegt aus städtebaulichen uns architekturgeschichtlichen Gründen im öffentlichen Interesse. | 1903/04   | 15.11.2007       | 1/388 (1/172)          |
| Wohnhaus                                                    | Wohnhaus                                                    | Innenstadt Erftstraße 110 Karte               | 1907/08 von Witwe Gerhard Wienstroer erbaut, Architekt Konstantin Wienstroer, Putzfassade mit historisierenden Schmuckformen, 3-geschossig in drei Achsen, ausgebautes Satteldach; rechte Achse verbreitert; EG in Quaderputz, Dreierfenster der rechten Achse reich umrahmt, zurückgesetzter Eingang in der linken Achse (ohne Achsenabstimmung) mit aufwändiger Rahmung und sel. Oberlicht, abschließendes Gurtgesims; in den OG Bänderputz, Brüstungsfelder, halbrunder Erker in der rechten Achse, Fenster der linken Achsen durch Rahmung zusammengefasst, Kranzgesimszone mit Stuckornamenten; auskragendes Dachgesims, drei Dachgauben mit Karniesbogenabschluss; Fenster (bis auf Oberlicht des Dreierfensters im EG und Sprossen der Erkerfenster in den OG) und Tür Originalzustand. | 1907/08   | 26.11.1986       | 1/101 (1/173)          |
| Wohnhäuser                                                  | Wohnhäuser                                                  | Furth Frankenstraße 254–58, 31–59 Karte       | Mit der „Satzung zur Unterschutzstellung des Denkmalbereiches Kolpingviertel in der Stadt Neuss“ vom 30. Mai 1986 wurden die folgenden Straßen bzw. Straßenabschnitte mit den angrenzenden Hausgrundstücken unter Denkmalschutz gestellt: - die Frankenstraße in dem Abschnitt zwischen den Hausgrundstücken Nummern 24–58 (Nordseite) bzw. den Hausgrundstücken Nr. 31–59 (Südseite), - die an der Fuhrter Straße gelegenen Hausgrundstücke Nrn. 112–120 (nicht die Straßenfläche der Further Straße), - die Gotenstraße, ohne das Hausgrundstück Nr. 30, - die Kettelerstraße, - die Kolpingstraße, - die Römerstraße in dem Abschnitt zwischen den Hausgrundstücken Nrn. 50–68 (Ostseite) bzw. den Hausgrundstücken Nrn. 49–69 (Westseite) sowie zusätzlich die Hausgrundstücke Nrn. 71–79, - die am Weissenberger Weg gelegenen Hausgrundstücke Nrn. 59–83 und 125–129 (nicht die Straßenfläche des Weissenberger Weges). Das in den Grenzen des Denkmalbereichs gelegene Wohngebiet beiderseits der Kolpingstraße steht als Zeugnis früherer genossenschaftlicher Siedlungstätigkeit in Neuss. Der nach 1871 einsetzende wirtschaftliche Aufschwung brachte mit dem Ausbau des Hafens und der Ansiedlung neuer Industriebetriebe einen starken Zustrom von Arbeitskräften, für die preiswerte und familiengerechte Wohnungen möglichst in Betriebsnähe zu schaffen waren. Dieser Aufgabe nahm sich in Neuss u. a. die 1901 gegründete Arbeiterwohnungs-Genossenschaft eGmbH an, die die Flächen zwischen Further Straße und Weissenberger Weg erwarb und unter Heranziehung namhafter Neusser Architekten abschnittsweise bebaute. 1903 entstanden die ersten Häuser an der Kolpingstraße als Hauptachse des neuen Siedlungsgrundrisses. Bis zum Ersten Weltkrieg waren auch die davon abzweigenden Straßen weitgehend bebaut. In den 1920er und 1930er Jahren wurden noch einige Baulücken insbesondere an den Rändern der neuen Siedlung geschlossen und der Baublock zwischen Römerstraße und Weissenberger Weg errichtet. Das Erscheinungsbild der Siedlung besitzt auch heute noch seine alte Homogenität, die sich in der Straßenführung und in der Formensprache der Fassaden weitgehend erhalten hat. Den bis zum Ersten Weltkrieg bebauten Bereich prägen zweieinhalbgeschossige Zweifamilienhäuser mit abwechslungsreich gestalteten Fassaden aus Sichtbackstein, geschlämmten Backstein oder Putzflächen, häufig mit großen straßenseitigen Giebeln. Die späteren Bauten der 1920er und 1930er Jahre sind als meist dreigeschossige Mehrfamilienhäuser mit Sichtbacksteinfassaden eher einheitlich und zurückhaltender gestaltet. Die nach Zerstörungen im Zweiten Weltkrieg in den 1950er Jahren wiederaufgebauten Häusern insbesondere am Nord- und Südrand der Siedlung sind in ihrem äußeren Erscheinungsbild dem alten Baubestand verhältnismäßig gut angepasst. An einigen Stellen ist das historische Erscheinungsbild der Siedlung durch gestalterisch unbefriedigende Modernisierungen einzelner Häuser und Ersatzbauten aus neuerer Zeit stärker gestört. Bei künftigen Veränderungen ist insoweit eine bessere Einpassung anzustreben. Das Kolpingviertel ist als Dokument des genossenschaftlichen Arbeiterwohnungsbaus im ersten Drittel des 20. Jahrhunderts ein wichtiges Zeugnis der sozialen und städtebaulichen Entwicklung von Neuss. An der Erhaltung dieses Wohngebietes in seinem überkommenen historischen Erscheinungsbild besteht daher ein öffentliches Interesse, dem mit dieser Satzung Rechnung getragen wird. |           |                  | Kolpingviertel (1/174) |
| Kaplaneien                                                  | Kaplaneien                                                  | Innenstadt Freithof 1–5 Karte                 | 1834 nach Entwurf von Stephan Hermkes von der Stadt Neuss als Schulhaus für die Mädchen-Elementar-Schule mit Lehrerwohnung (Nr. 1 und 5) erbaut; Rauputzfassade, 2-geschossig in 3:7:3 Achsen, Satteldach; Sockel, in der Mittelachse der Häuser Eingang mit Oberlicht über Treppen, Tür von Haus Nr. 3 zweiflügelig; sämtliche Wandöffnungen mit Werksteingewänden, Sohlbänke, auskragendes Dachgesims; Haus Nr. 3 mit zwei Dachgauben jeweils in der 2. Achse von links; Fenster stilgerecht erneuert, Türen von Haus Nr. 1 und 5 erneuert, zweiflügelige Tür von Haus Nr. 3 original. 1889 Umwandlung der Schule in eine Kaplanei unter Verschiebung der inneren Hausgrenzen durch Weg oder Hinzunahme von Räumen. | 1834      | 01.08.2002       | 1/332 (1/175)          |
| Pfarrhaus                                                   | Pfarrhaus                                                   | Innenstadt Freithof 7 Karte                   | Das Haus wurde 1725 unter der Äbtissin Maria Luise von Loe zu Wissen als Wohnhaus für einen Kanoniker des Quirinusstiftes erbaut. Nach Aufhebung des Stiftes 1802 diente das Haus als Pfarramt und mit dem Bau eines neuen Pfarrhauses 1904 als Kaplanei. Nach der Kriegszerstörung des neuen Pfarrhauses wird es 1945 wieder als Pfarrhaus genutzt. Das Haus ist ein 2-geschossiges Eckhaus in 4:4 Achsen, zum Freithof hin mit geschweiftem Volutengiebel vor teilweise ausgebautem Walmdach. An der Ostseite befindet sich ein Zwerchgiebelhaus mit Volutengiebel. Die Hauptfassade ist verputzt und mit Eckquaderungen versehen, die Wandöffnungen besitzen Werksteinrahmung. Der zurückgesetzte Eingang, durch Profilgesims betont, liegt in der zweiten Ache von links. Zwischen den mittleren Fenstern des OG befindet sich eine Figurennische. Der Giebel wird durch Gurtgesimse in zwei Geschosse gegliedert und von profilgerahmtem Dreiecksgiebel bekrönt. Darunter befindet sich die Baujahreszahl. Die seitlichen und rückwärtigen Gebäudeseiten zeigen geschlämmten Backstein. Die Fenster sind z. T. zugemauert. Türen und Fenster sind erneuert. Nach dem Zweiten Weltkrieg waren die Schäden beseitigt worden. Eine grundlegende Restaurierung erfolgte 1980. Die Decke über dem Erdgeschoss und das Dach wurden erneuert. Die stark beschädigten Trachyt-Rahmungen der Wandöffnungen, die Gesimse und Voluten wurden durch neue Teile in Niedermendiger Basalt erneuert. Im Inneren des Hauses wurden einige nicht tragende Wände verändert. Über dem EG befindet sich eine Kölner Decke. Im Treppenhaus stammen Teile von der originalen Treppe. Der Backsteinkeller besitzt ein Tonnengewölbe. In der Gartenecke befindet sich eine kleine Laube aus dem 19. Jh., als Sitzplatz gestaltet. Die untere Partie wird aus durchbrochenen Füllbrettern gebildet, die obere Partie ist offen. Das Dach hat einen ausladenden Überstand. Die Laube ist farbig gestrichen. Das Gebäude ist bedeutend für die Geschichte des Menschen, insbesondere die Geschichte der Städte und Siedlungen. Es ist bedeutend für die Kirchen- und Stadtbaugeschichte von Neuss, weil es als einziges vollständig erhaltenes Stiftsgebäude an den geschichtlichen Ursprung des Ortes, die Vergangenheit des Quirinusstiftes erinnert und heute den Bereich Freithof städtebaulich wesentlich mitprägt. | 1725      | 15.06.2007       | 1/395 (1/176)          |
| Priestergrabstätte                                          | Priestergrabstätte                                          | Grefrath Friedhof Grefrath, Am Friedhof Karte | Um 1910 von H. Moser in Belgien Granit ausgeführt; Grundriss der Grabstätte bestehend aus zwei rechteckigen Grabfeldern und Kreuz in der Mitte; vorn und an den Seiten niedriger Steinrahmen, ursprünglich mit Gitter, Rückwand als aufragende Platten mit Metalltafeln mit den Namen und Lebensdaten der Verstorbenen; in der Mitte zweistufige Treppe, Steinkreuz auf dreistufigem sich nach oben verjüngendem Sockel, der oben durch profiliertes Gesims mit Konsole und abgeschrägter Deckplatte abgeschlossen ist, auf der Vorderseite des Sockels eingravierte Inschrift „Ich bin die Auferstehung und das Leben“, schlichtes Steinkreuz mit Metallkorpus. Die Priestergrabstätte ist bedeutend für die Ortschaft Grefrath sowie die Kirchengemeinde und für die Volksfrömmigkeit in dieser von Katholizismus geprägten Niederrheinregion. Mit der zeittypischen Ausformung mit in der Mitte aufragendem von Platten flankierten Kreuz besteht an der Erhaltung aus wissenschaftlichen und ortsgeschichtlichen Gründen ein öffentliches Interesse. | um 1910   | 20.09.2001       | 6/009 (1/177)          |
| Hochkreuz                                                   | Hochkreuz                                                   | Innenstadt Friedhof Holzheim Karte            | Steinkreuz, errichtet 1857 in neugotischen Formen von M. Richartz, Köln. Treppenförmiger Unterbau mit drei Stufen, Sockel mit abgeschrägter Deckplatte, darauf Mittelteil mit offener spitzbogiger Nische in der Mitte und seitlichen Giebelpfeilern, über die sich auf einem vierseitig gegiebelten Fuß das Kreuz erhebt. Korpus in Stein. Am Fuß der Pfeiler, deren Seiten durch spitzbogige Blenden belebt sind, kleine Konsolen, die, wie die Nische, wohl zur Aufnahme von Figuren bestimmt war. Auf dem Sockel sind die Namen und Lebensdaten der Pfarrer Johann Hartmann, Joseph Gerards, Jacob Schnaufender und Johannes Otten verzeichnet. Bedeutendes Zeugnis der Ortsgeschichte, erhaltenswert insbesondere aus wissenschaftlichen und volkskundlichen Gründen. | 1857      | 02.08.1991       | 7/003 (1/178)          |
| Wohn- und Geschäftshaus                                     | Wohn- und Geschäftshaus                                     | Innenstadt Friedrichstraße 5 Karte            | Mit dem Abbruch der Stadttore und von Teilen der Stadtbefestigung Anfang des 19. Jh. wuchs die Stadt über die mittelalterlichen Grenzen hinaus. Neue Bedeutung entstand zunächst entlang der historischen Ausfallstraßen, so auch an der Friedrichstraße jenseits des Zolltores. Für eine geordnete Bebauung wurde ab 1836 ein „Bauplan“ entwickelt, der 1846 genehmigt wurde. Er sah den Ausbau der Ausfallstraßen mit eingefügten Querstraßen vor. Das Haus Friedrichstraße 5 entstand vor 1886. 1926 wurde, veranlasst durch den Ausbau der Friedrichstraße, die Freitreppe vor den Hauseingang durch eine in das Haus einbezogene Treppe ersetzt. 1932 wurde auf der Höhe des Treppenpodestes zwischen dem 1. und 2. OG ein Abort angefügt. In der rechten und linken Fensterachse des EG wurden Schaufenster eingebaut. 1979/80 erfolgte der Ausbau des Dachgeschosses mit der Anordnung von Dachgauben. Es handelt sich um ein traufständiges dreigeschossig Reihenhaus in drei Achsen mit ausgebautem Satteldach und spätklassizistischer Putzfassade. Das Erdgeschoss weist Quaderputz auf über niedrigem Glattputzsockel. Der zurückgesetzte Hauseingang liegt in der Mittelachse. Es besitzt eine Portalrahmung aus Pilastern und gerader Verdachung in flachem Putzrelief. Das EG wird durch ein Gurtgesims abgeschlossen. Die OG zeigen Glattputz. Die Fenstersitzen auf Sohlbankgesimsen auf und sind mit Rahmungen versehen, wobei die Fenster des 1. OG durch Verdachung betont sind. Ein Dachgesims schließt die Fassade ab. Haustür und Fenster sind erneuert. Im Innern geschützt sind die historischen Grundriss-Strukturen und die historische Ausstattung, soweit noch original erhalten. Das Haus ist bedeutend für die Stadtbaugeschichte von Neuss. Es ist Bestandteil der wilhelminischen Stadterweiterung. Erhaltung und Nutzung der Fassade liegen aus städtebaulichen uns architekturgeschichtlichen Gründen im öffentlichen Interesse. | 1886      | 11.06.2007       | 7/389 (1/179)          |
| Wohn- und Geschäftshaus                                     | Wohn- und Geschäftshaus                                     | Innenstadt Friedrichstraße 7 Karte            | Mit dem Abbruch der Stadttore und von Teilen der Stadtbefestigung Anfang des 19. Jh. wuchs die Stadt über die mittelalterlichen Grenzen hinaus. Neue Bedeutung entstand zunächst entlang der historischen Ausfallstraßen, so auch an der Friedrichstraße jenseits des Zolltores. Für eine geordnete Bebauung wurde ab 1836 ein „Bauplan“ entwickelt, der 1846 genehmigt wurde. Er sah den Ausbau der Ausfallstraßen mit eingefügten Querstraßen vor. Das Haus Friedrichstraße 7 entstand vor 1864. 1864 errichtet Hubert Dürselen für sein Landes-Produkten u, Kommissionsgeschäft hinter dem Haus ein Fruchtlager nach einem Plan von Julius Thomas. 1892 legte Bauherr Franz Ermanns einen Lagerkeller für Petroleum an. 1893 errichtet derselbe Bauherr einen Schuppen anstelle des zerstörten Fruchtlagers. 1926 ersetzt er, veranlasst durch den Ausbau der Friedrichstraße, die Freitreppe vor dem Hauseingang durch eine in das Haus einbezogene Treppe. 1952 wurde in der rechten Fensterachse des EG ein Schaufenster eingebaut. 1959 auch in der linken Fensterachse. 1979/80 erfolgte der Ausbau des Dachgeschosses mit der Anordnung von Dachgauben. Es handelt sich um ein traufständiges dreigeschossiges Reihenhaus in drei Achsen mit ausgebautem Satteldach und Putzfassade in spätklassizistischen Schmuckformen mit bemerkenswerten Details. Das EG zeigt Putzbänder über niedrigem Glattputzsockel. Der zurückgesetzte Hauseingang liegt in der Mittelachse. Das EG wird durch ein Gurtgesims abgeschlossen. Die OG zeigen Quaderputz. Die Fenster sind mit Rahmungen versehen, wobei die auf einem Sohlbankgesims aufsitzenden Fenster des 1. OG durch Verdachung und üppigere Zier betont sind, u. a. durch Balusterblende und Ornamentschmuck in den Brüstungsfeldern. Ein Dachgesims schließt die Fassade ab. Im Innern geschützt sind die historischen Grundriss-Strukturen und die historische Ausstattung, soweit noch original erhalten. Das Haus ist bedeutend für die Stadtbaugeschichte von Neuss. Es ist Bestandteil der wilhelminischen Stadterweiterung. Erhaltung und Nutzung der Fassade liegen aus städtebaulichen uns architekturgeschichtlichen Gründen im öffentlichen Interesse. | 1864      | 11.06.2007       | 7/390 (1/180)          |
| Wohnhaus                                                    | Wohnhaus                                                    | Innenstadt Friedrichstraße 9 Karte            | Mit dem Abbruch der Stadttore und von Teilen der Stadtbefestigung Anfang des 19. Jh. wuchs die Stadt über die mittelalterlichen Grenzen hinaus. Neue Bedeutung entstand zunächst entlang der historischen Ausfallstraßen, so auch an der Friedrichstraße jenseits des Zolltores. Für eine geordnete Bebauung wurde ab 1836 ein „Bauplan“ entwickelt, der 1846 genehmigt wurde. Er sah den Ausbau der Ausfallstraßen mit eingefügten Querstraßen vor. Das Haus Friedrichstraße 9 wurde um 1890 erbaut nach einem Plan von Robert Strerath. Bauherr war Karl Lux. 1926 wurde die Errichtung eines Wintergartens genehmigt und 1946 der Wiederaufbau einer Abortanlage und einer Waschküche. 1951/53 erfolgte der Ausbau des Dachgeschosses mit der Anordnung von Dachgauben. Es handelt sich um ein traufständiges dreigeschossiges Reihenhaus in fünf Achsen mit ausgebautem Satteldach und Putzfassade in spätklassizistischen Schmuckformen. Das EG zeigt über niedrigem Glattputzsockel Diamantquader in der Brüstungszone der Fenster, darüber ein Sohlbankgesims und darüber Quaderputz. Der Hauseingang liegt in der Mittelachse und wird durch flache Reliefrahmung und gerade Verdachung hervorgehoben. Ein Gurtgesims schließt das EG ab. Die OG sind glatt verputzt. Die Fenster sind mit Rahmungen versehen, wobei die auf einem Sohlbankgesims aufsitzenden Fenster des 1. OG durch Verdachung und üppigere Zier betont sind, durch Putzornamente in den Brüstungsfeldern und unterhalb der Verdachung. Ein Dachgesims über breitem Putzreliefstreifen schließt die Fassade ab. Haustür und Fenster sind erneuert. Im Innern geschützt sind die historischen Grundriss-Strukturen und die historische Ausstattung, soweit noch original erhalten. Das Haus ist bedeutend für die Stadtbaugeschichte von Neuss. Es ist Bestandteil der wilhelminischen Stadterweiterung. Erhaltung und Nutzung der Fassade liegen aus städtebaulichen uns architekturgeschichtlichen Gründen im öffentlichen Interesse. | um 1890   | 11.06.2007       | 1/391 (1/181)          |
| Eisenbahnbrücke, Stützmauer, Verbindungsbrücke mit Vorplatz | Eisenbahnbrücke, Stützmauer, Verbindungsbrücke mit Vorplatz | Furth Further Straße Karte                    | 1846 konstituierte sich die Aachen-Düsseldorfer Eisenbahngesellschaft. 1853 führte bereits die Linie Aachen-Oberkassel über Neuss. 1856 folgte die Strecke nach Krefeld, 1869 Neuss-Düren, 1879 Neuss-Viersen. Die niveaugleiche Führung von Bahn und Straße hatte jedoch bei beiden Verkehrssystemen zunehmend Unzuträglichkeiten zur Folge. 1891 wurde deshalb eine erste Planung zur Verbesserung der Verkehrsverhältnisse vorgelegt, der bis 1899 20 weitere Planungsstadien folgten. 1899 bis 1911 erfolgten schließlich der Umbau und die Höherlegung der innerstädtischen Bahnanlage und der Verlegung der aus der Stadt herausführenden Trassen auf Dämme. Dies betraf allerdings nicht das Empfangsgebäude des Hauptbahnhofes. Die hohen Bahndämme riegelten das Stadtgebiet noch Norden und Westen ab. Erst nach dem Zweiten Weltkrieg wurde durch die Anlage neuer Durchbrüche Abhilfe geschaffen. Die vier Brücken über die Further Straße wurden am Beginn der 1950er Jahre nach Kriegsbeschädigungen unter weitgehender Erhaltung der ursprünglichen Konstruktion und Erscheinungsformen der Brücken instand gesetzt. Die gegenwärtige Situation im Bereich des Hauptbahnhofes ist bis auf den heutigen Tag ein deutlicher Hinweis auf die Verkehrsgeschichte der Stadt: Zwei Eisenbahngesellschaften, die Bergisch-Märkische und die Rheinische Eisenbahngesellschaft versorgten Neuss mit dem Anschluss an die weite Welt. Beide Trassen berührten sich im Bahnhof Neuss, im Norden liegt die Trasse der ehemals Bergisch-Märkischen, im Süden die der einstigen Rheinischen Eisenbahn. Nach den 1905 verfassten Plänen der Königlichen Eisenbahn-Bauabteilung in Neuss und unter Revision durch die Königliche Eisenbahn-Direktion Köln plante man zwei flachgewölbte schmiedeeiserne Zweigelenk-Bogenbrücken mit aufgeständerter Fahrbahn. Die genieteten Walzeisenkonstruktionen sind jeweils zweiteilig angelegt, sodass im Ganzen vier unabhängige Brückenbauwerke entstanden sind, die den tunnelartigen Eindruck einer so tiefen Überführung abmildern helfen. Die Stirnansichten werden dominiert von den unverblendeten Kappenansichten. An der westlichen Außenseite finden sich Rotsandstein-Pylonen gemäß der Ursprungsplanung, das Geländer ist hier in der Zeit nach dem Zweiten Weltkrieg erneuert. Im Osten dagegen ist das nördliche Widerlager erneuert, das Geländer jedoch im Ursprungszustand erhalten. In ähnlich flacher Bogenkonstruktion ausgeführt ist die quer dazu angeordnete Überführung über der Auffahrt zum Inselbahnhof in steinverkleideter Ansicht. Gegenüber der Zufahrt zum Inselbahnhof bildet eine wohl in den dreißig Jahren entstandene Geschäftsfront den Abschluss des durch die vier Brücken über die Further Straße gebildeten Binnenbereiches. Die Bauten sind bedeutend für die Geschichte der Städte und Siedlungen sowie für die Entwicklung der Arbeits- und Produktionsverhältnisse. Ihre Erhaltung liegt im öffentlichen Interesse, da für sie künstlerische, wissenschaftliche und städtebauliche Gründe vorliegen. Die Brücken repräsentieren den Stand der Eisenkonstruktionstechnik am Beginn des 20. Jahrhunderts. Die Konstruktionsform wird im Sinne eines ästhetischen Schauwertes sichtbar gelassen, jedoch auch noch gerahmt und hinterfangen durch Elemente der konventionellen Steinarchitektur mit aufwändigen Zierformen. Das aus vier Brücken über die Further Straße, die Querbrücke sowie die Gestaltung der Platzrückwand gebildete Ensemble ist das Geschichtszeugnis der Verkehrsentwicklung nach der Verstaatlichung der Eisenbahn in Deutschland, die allenthalben die Höherlegung innerstädtischer Bahntrasse zur Lösung der durch die Eisenbahn entstandenen Verkehrsprobleme zum Inhalt hatte. Städtebaulich besitzen die Brücken so etwas wie Stadttorcharakter, da sie den Übergang von der geschlossenen bebauten Innenstadt zur andersartig entstandenen und von Gewerbeansiedlung charakterisierten Nordstadt darstellen. Sie besitzen damit auch eine Orientierungsfunktion im Stadtgefüge. | 1905      | 19.10.2004       | 2/016 (1/182)          |
| Wohnhaus                                                    | Wohnhaus                                                    | Furth Further Straße 88 Karte                 | 1905/07 von Jacob Renner nach eigenem Entwurf erbaut; Putzfassade mit neubarocken Schmuckformen, 2-geschossig in zwei Achsen, Mansarddach; rechte Ache risalitartig vorgezogen und mit Mansard-Walmdach; Glattputzsockel, EG in Quaderputz, Wandöffnungen mit Korbbogen, Fenster mit Sohlbank, in der rechten Achse rechts Eingang und links Fenster, dazwischen schmale rechteckige Putzkartusche mit Stuckrahmung, Gurtgesims; OG in Glattputz; OG in Glattputz mit aufliegender Rahmengliederung, Rechteckfenster mit Sohlbank, Brüstungsfenster mit Stuck-Rankenwerk, Rahmenfelder über den Fenstern mit Karniesbogenfries und Stuck-Rankenwerk, Kranzgesims; straßenseitige Dachflächen mit Biberschwanzdeckung, in der linken Achse Dachgauben mit Ovalfenster und Karniesbogengesims, in der rechten Achse Dachhäuschen mit reich gerahmten Rechteckfenster und Dreiecksgiebel; Tür und Fenster (teilw. ohne Sprossenteilung) neu. | 1905/07   | 06.11.1986       | 2/005 (1/183)          |
| Wohnhaus                                                    | Wohnhaus                                                    | Furth Further Straße 90 Karte                 | 1905 von Jacob Renner nach eigenem Entwurf erbaut; Putzfassade mit neubarocken Schmuckformen, 2-geschossig in 3 Achsen, Mansarddach; Mittelrisalit mit konkav geschwungenen Seitenwänden und Mansard-Walmdach; Putzsockel mit gerahmten Kellerfenstern; EG ehem. In Streifenputz, Wandöffnungen mit knapper Profilrahmung und Korbbogen, Fenster mit Sohlbank, zurückgesetzter Eingang in der verschmälerten linken Achse, Gurtgesims; OG in Glattputz, Fenster mit Sohlbank, Karniesbogen und reicher Rahmung (im Mittelrisalit über die gesamte Wandflächen, in der rechten Achse mit karniesförmigen Gesimsbekrönung), Brüstungs- und Sturzfenster mit Schmuck-Rankenwerk, in der linken Ache statt Fenster Stuckgirlanden mit Baujahreszahl und Berufsemblem (Zirkel und Dreieck), Kranzgesims und ausladendes Dachgesims; straßenseitige Dachflächen mit Biberschwanzdeckung, in der mittleren und rechten Achse Dachgauben mit Ovalfenster und Karniesbogengesims; Tür neu, Fenster teilweise original (Holzrahmen mit Sprossenteilung). | 1905      | 06.11.1986       | 2/004 (1/184)          |
| Wohnhaus                                                    | Wohnhaus                                                    | Furth Further Straße 92 Karte                 | 1905/07 von Jacob Renner erbaut; Putzfassade mit neubarocken Schmuckformen, 2-geschossig in drei Achsen, Mansarddach mit Giebelhäuschen, Sohlbank, Gurtgesims, Dachgesims; geschwungener Mittelrisalit, rechte Achse verschmälert; rundbogige Wandöffnungen; Eingang mit Oberlicht in der rechten Achse; im 1. OG Brüstungsfelder, in der rechten Achse aufwändige Kartusche, Fenster mit Mehrpassbögen und geschmücktem Innenfeld überschrieben; Tür original, Fenster neu. | 1905/07   | 14.08.1990       | 2/007 (1/185)          |
| Wohnhaus                                                    | Wohnhaus                                                    | Furth Further Straße 94 Karte                 | 1906/07 von Jacob Renner nach eigenem Entwurf erbaut; Putzfassade mit historisierenden Schmuckformen des Rokoko; 2-geschossig in drei Achsen, Mansarddach. Mittlere Achse betont durch 2-geschossigen geschwungenen Erker mit jeweils drei Fenstern, darüber gerahmter Schweifgiebel mit Rundbogenfenster, Gebälk- und Karniesbogen-Aufsatz. Plastisch gegliederter Sockel, kräftiges durchgezogenes Gurtgesims, ausladendes Dachgesims in den äußeren Achsen. In der linken schmalen Achse Hauseingang mit Oberlicht, im OG Kartusche auf glatter Wandfläche. Aufwändig gerahmte, unterschiedlich breite Fenster mit stark profilierten Sohlbänken, die 2- und 3-teiligen Fenster mit geschweiften Kämpferhölzern; im OG zusätzlich reich verzierte Blendpilaster und Rocaille-Schmuck in Brüstungs- und Verdachungsfeldern. Straßenseitige Dachdeckung aus Biberschwanzziegeln; in der rechten Achse rundbogige Dachgaube. Tür und Fenster Originalzustand. | 1906/07   | 09.02.1989       | 2/006 (1/186)          |
| Wohnhaus                                                    | Wohnhaus                                                    | Furth Further Straße 104 Karte                | 1906/07 errichtet von Peter W. Holthausen nach eigenem Entwurf; 2-geschossig in vier Achsen, die beiden mittleren Achsen zusammengefasst und betont durch gekuppelte Fenster im EG, balkonbekrönten Erker und geschweiften Knickgiebel; Mansarddach; Putzfassade mit historisierenden Elementen und Jugendstildekor. EG mit Bänderputz; Haustür in der rechten Achse; OG in Glattputz; Fensterbrüstungen in Rauputz; dekorative Fensterverdachung, in der linken und rechten Achse zusätzlich von Festonen bekrönt; über dem Erker mit trapezförmigen Grundriss Balkon mit rechteckigem Grundriss; ursprüngliche Balkonbrüstung durch einfaches Geländer ersetzt; Giebel mit profilierter Rahmung, elliptisches Fenster (Ochsenauge) mit profilierter Rahmung und schlusssteinartiger Bekrönung; im Inneren u. a. originale Füllungstüren, teilweise mit farbiger Verglasung. | 1906/07   | 09.12.1996       | 2/015 (1/187)          |
| Wohnhaus                                                    | Wohnhaus                                                    | Furth Further Straße 109 Karte                | 1905 von Adam Dickmann (1876–1961) nach eigenen Entwürfen erbaut; Vorgarten mit Gitterabschluss; reich gegliederte Quaderputzfassade mit neubarocken Schmuckformen; 2-geschossig mit Souterrain in drei Achsen, Mansarddach; Eingang mit zweiflügeliger Tür in der linken Achse, darüber ein von Säulen getragener Balkon, in der Mittelachse 2-geschossiger Erker mit Säulenvorlagen, über beiden Achsen aufwändig geschweifter Giebel mit Fenster und Baujahreszahl, in der rechten schmalen Achse Veranda mit Säulenstellung, Balkon und ovales Blendfenster, Fenster reich gegliedert; überwiegend erhaltener Originalzustand, Dachgeschoss 1982 ausgebaut. | 1905      | 04.04.1985       | 2/001 (1/188)          |
| Wohnhäuser                                                  | Wohnhäuser                                                  | Furth Further Straße 112, 114, 116, 118, 120  | Siehe lfd. Nr. 1/174 |           |                  | Kolpingviertel (1/189) |
| Wohn- und Geschäftshaus                                     | Wohn- und Geschäftshaus                                     | Innenstadt Gartenstraße 22 Karte              | 1896/97 von Bauunternehmer Hans Joachim Schwien als Eckhaus mit Anbau entlang der Gartenstraße erbaut; Putzfassade mit historisierenden Schmuckformen, 3-geschossig mit Mezzanin in 2:1:9 Achsen; flach geneigtes Satteldach (ursprünglich Mansarddach); Wandöffnungen mit Segmentbogen und prof. Rahmung; im EG prof. Sockel, Sohlbank- und Gurtgesims, Anbau in Quaderputz mit ungerahmten Wandöffnungen, zurückgesetzter Eingang in der mittleren Achse Gartenstraße, bei Ladeneinbauten 1908/10 Rechteckfenster über jeweils zwei Achsen beiderseits Ladeneingang in der Eckachse und in den beiden rechten Achsen des Aufbaus hergestellt, daneben liegende Fenster 1961 in Türöffnung verlängert; im 1. OG Brüstungsfelder unter Sohlbankgesims, Balkontür mit originalem Gitter in der Eckachse, Halbkreisbogenverdachung auf Konsolen; im 2. OG Sohlbankgesims, Fenster mit Gebälk auf Konsolen verdacht; im Mezzanin Sohlbankgesims nur im Anbau; auskragendes, mehrfach profiliertes Dachgesims; Fenster original, Ladenfenster und Türen erneuert. | 1896/97   | 02.12.1986       | 1/102 (1/190)          |
| Wohn- und Geschäftshaus                                     | Wohn- und Geschäftshaus                                     | Innenstadt Gartenstraße 24 Karte              | Das Haus wurde 1900/1901 errichtet. Bauherr war Theodor Lümen. Es handelt sich um ein 3-geschossiges traufständiges Haus in vier Achsen mit Satteldach und Backstein-/Putzfassade in historisierenden Schmuckformen. Der Anbau ist 3 ½-geschossig und besitzt ein Pultdach. In der rechten Achse befindet sich der zurückgesetzte Hauseingang, in der linken Achse die Hofzufahrt. Das EG zeigt Quaderputz über niedrigem Glattputzsockel. Haustür und Fenster sind mit profilierten Putzrahmungen eingefasst, bekrönt von Schlusssteinmotiven. Das EG wird durch ein Gurtgesims abgeschlossen. Die OG sind in weißem Klinker ausgeführt. Die linke Fensterachse, oberhalb der Hofzufuhr, wird seitlich von Lisenen in Putzquaderung gerahmt. Die hochrechteckigen Fenster besitzen profilierte Putzrahmung. Die Fenster des 1. OG sind mit Verdachung versehen (Segmentbogen und Karniesbogen). Giebelfelder und Brüstungsfelder zeigen plastischen Schmuck. Schlusssteinartige plastische Bekrönung besitzen die Fenster im 2. OG. Nach oben abgeschlossen wird die Fassade durch ein Kranzgesims aus Putz mit streng geometrischen Motiven. Darüber sitzt das vorstehende vereinfacht erneuerte Dachgesims. Fenster und Dachgauben sind neu. Im Innern geschützt sind die historischen Grundriss-Strukturen und die historische Ausstattung, soweit noch original erhalten. Das Haus ist bedeutend für die Stadtbaugeschichte von Neuss. Es ist Bestandteil der wilhelminischen Stadterweiterung. Erhaltung und Nutzung der Fassade liegen aus städtebaulichen uns architekturgeschichtlichen Gründen im öffentlichen Interesse. | 1900/1901 | 03.01.2007       | 1/370 (1/191)          |
| Wohnhaus                                                    | Wohnhaus                                                    | Innenstadt Gartenstraße 26 Karte              | Um 1900 erbaut; Backstein-Putzfassade mit historisierenden Schmuckformen; 3-geschossig in drei Achsen, Satteldach mit originalen Dachhäuschen; EG mit Quaderputz, Eingang in der linken Achse, im 1. OG durch Gurt- und Sohlbankgesims eingefasste Zone mit Brüstungsfeldern, das linke Fenster mit gesprengtem Giebel und Obelisk, die beiden anderen Fenster mit Dreiecksgiebel bekrönt, im 2. OG Fenster mit Gesimsen verdacht und mit Sohlbankkonsolen, Dachgesims mit Konsolen; Tür neu, Fenster Originalzustand (Holzrahmen mit Sprossenteilung, im EG und 2. OG auch in den Oberlichtern). | um 1900   | 06.01.1986       | 1/066 (1/192)          |
| Wohn- und Geschäftshaus                                     | Wohn- und Geschäftshaus                                     | Innenstadt Gartenstraße 28 Karte              | Das Haus wurde 1898/1899 zusammen mit Haus Gartenstraße 30 erbaut von Albert und M. Gustorf. Architekt war Albert Gustorf. Es handelt sich um ein traufständiges 3-geschossiges Haus in vier Achsen mit Satteldach und Backstein-Putzfassade und 3-geschossigem Anbau. Der Hauseingang befindet sich in der rechten Achse. Über niedrigem Glattputzsockel erhebt sich die rote Backsteinfassade, die durch aufgeputzte Gurt- und Sohlbankgesimse sowie schmale Putzstreifen eine betonte Horizontalgliederung erhält. Das Dachgesims ist kräftig profiliert. Die segmentbogigen Wandöffnungen haben eine plastische Putzrahmung aus Bogenquaderung und an den Seiten aus verzahnten Quadern. Die Haustür ist original erhalten. Im Innern geschützt sind die historischen Grundriss-Strukturen und die historische Ausstattung, soweit noch original erhalten. Das Haus ist bedeutend für die Stadtbaugeschichte von Neuss. Es ist Bestandteil der wilhelminischen Stadterweiterung. Erhaltung und Nutzung der Fassade liegen aus städtebaulichen uns architekturgeschichtlichen Gründen im öffentlichen Interesse. | 1898/1899 | 03.01.2007       | 1/371 (1/193)          |
| Wohn- und Geschäftshaus                                     | Wohn- und Geschäftshaus                                     | Innenstadt Gartenstraße 37 Karte              | 1897 erbaut; Bauherr: Gerhard Classen, Architekt: Heinrich Frommen; 3-geschossiges Wohn- und Geschäftshaus in drei nicht durchgezogenen Achsen mit Satteldach, hofseitig 3-geschossiger Anbau mit Pultdach; Backstein-Putzfassade mit historisierenden Schmuckformen; im EG über niedrigem Glattputzsockel Glattputz durch Rauputzstreifen gegliedert; zurückgesetzter Eingang in der rechten Achse; ursprüngliche Ladenfassade verändert; unter kräftigen Gurtgesims Putzband zur Aufnahme von Werbeschrift; im 1. OG über durchlaufendem Sohlbankgesims Rechteckfenster mit Putzrahmung und Gesimsverdachung mit aufgesetzten Dreiecksgiebel, Dreiecksgiebel mit Muschelwerk, in der Haustürachse mit Segmentbogen; Brüstungsfelder in Putz, Brüstungsfeld über der Haustür mit plastischen Engelskopf; im 2. OG Rechteckfenster mit Putzrahmung und Gesimsverdachung über durchlaufendem verkröpftem Sohlbankgesims; 1. und 2. OG durch horizontale Putzbänder gegliedert; Dachgesims nicht mehr vorhanden; Fenster und Tür erneuert. | 1897      | 29.05.1996       | 1/247 (1/194)          |
| Wohnhaus                                                    | Wohnhaus                                                    | Innenstadt Gartenstraße 41 Karte              | 1899 erbaut, Bauherr und Architekt Albert Gustorf; 3-geschossiges Wohnhaus in drei Achsen mit Mezzanin und Satteldach, hofseitig 3-geschossiger Anbau mit Pultdach; straßenseitige Fassade aus rotem Backstein mit historisierenden Schmuckformen aus Haustein; im EG niedriger Glattputzsockel, später erhöht, zurückgesetzter Eingang in der rechten Achse, rundbogige Tür- und Fensteröffnungen mit wandbündiger profilierter Umrahmung, Schlussstein durch Relief betont, Gurtgesims; im 1. OG über durchgehendem Sohlbankgesims durch Balken geteilte Fensteröffnung, oberer Fensterabschluss mit Kielbogen, Brüstungsfelder mit plastischem Schmuck (Baluster), in Höhe der Ecksteine wandbündiges Steinband mit Jahreszahl „anno 1899“; im 2. OG über Gurtgesims Fenster mit wandbündiger profilierter Umrahmung, Fensteröffnungen durch Balken geteilt, oberer Fensterabschluss als Schulterbogen, Brüstungsfelder mit plastischem Schmuck (Maßwerk), Gurtgesims; Mezzaninfenster mit wandbündiger profilierter Umrahmung und vorkragenden Sohlbänken, in Sohlbankhöhe wandbündiges Steinband, einfach profiliertes Dachgesims; Fenster und Haustüre erneuert. | 1899      | 21.04.1992       | 1/176 (1/195)          |
| Wohnhaus                                                    | Wohnhaus                                                    | Innenstadt Gartenstraße 43 Karte              | 1899 erbaut von Wilhelm Küster, Architekt M. Gustorf. 3-geschossiges Wohnhaus in drei Achsen mit Mezzanin und Satteldach; hofseitig 3-geschossiger Anbau in vier Achsen mit Pultdach. Die straßenseitige Fassade aus gelbem Backstein mit historisierenden Schmuckformen. Im EG Quaderputz über niedrigem Glattputzsockel, zurückgesetzter Eingang in der linken Achse, rundbogige Tür- und Fensteröffnungen mit Rahmung und Schlussstein, durchgezogenes Sohlbankgesims, kräftiges Gurtgesims. Im 1. OG Rechteckfenster über durchgezogenen Sohlbankgesims, oberes Drittel mit Pilasterrahmung und Gebälk, darüber Segmentbogenöffnung mit Schluss- und Ecksteinen und Maßwerkfüllung. Im 2. OG und Mezzanin gerahmte Rechteckfenster mit vorkragenden Sohlbänken und wandbündigen Putzstreifen in Sohlbankhöhe. Einfach profiliertes Dachgesims. Neue Eingangstür, neue großflächige Kunststofffenster. | 1899      | 25.11.1987       | 1/111 (1/196)          |
| Wohnhaus                                                    | Wohnhaus                                                    | Innenstadt Gartenstraße 49 Karte              | 1905 erbaut von Michael Schiffer, Plan und Ausführung Bauunternehmen Albert Gustorf; Neuss. 3-geschossiges Wohnhaus mit Mezzanin in fünf Achsen, geringe Gebäudetiefe (überwiegend nur ein Zimmer). Straßenseitige Fassade aus (jetzt geschlämmten) Backsteinen, mit Schmuckformen in Putz bzw. Werkstein. Vorstehender Sockel in Quaderputz, drgl. Wandfläche bis UK EG-Fenster; im 1. OG breites Putzband in Höhe der Fensterkämpfer, über 2. OG knappes Gurtgesims, Kranzgesims mit doppeltem Zahnschnitt. Über dem EG 3-geschossiger übergiebelter Erker in zwei Achsen auf zwei Konsolen, die Konsolen auf der Stirnseite mit halbplastischen Masken (Löwenköpfe) aus Guss beton, über den Konsolen Kolossalpilaster mit Jugendstilprofilierung und –Kapitellen; gleiche Pilaster flankieren die Hausfassade; Wandfelder zwischen den Erkerpilastern durch Korbbögen abgesetzt, im Giebel ein Adler in Flachrelief über einer Wappentartsche mit der Jahreszahl 1905, in den Giebelecken zwei weitere Wappentartschen. Tür und Fenstereinrahmungen mit geschossweise unterschiedlichen Jugendstilornamenten auf Gussbeton-Werksteinen. Fenster teilweise Originalzustand, Tür erneuert. Als beachtliches Zeugnis der Mietwohnhausgestaltung zu Anfang des 20. Jh. aus künstlerischen, wissenschaftlichen und städtebaulichen Gründen erhaltenswert. | 1905      | 23.07.1987       | 1/113 (1/197)          |
| Wallfahrtskapelle St. Cornelius                             | Wallfahrtskapelle St. Cornelius                             | Selikum Gerhard-Hoehme-Allee Karte            | Ursprünglich stand an diesem Ort vermutlich schon seit dem beginnenden 13. Jahrhundert, eine Privatkapelle des befestigten Rittersitzes Selikum. 1986 waren bei Renovierungsarbeiten die Fundamente der Kapelle freigelegt worden. Sie bestanden aus römischem wieder verwendetem Abbruchmaterial, das mit hochmittelalterlichen Scherben Pingsdorfer Machart vermischt war. Unter dem Fußboden der Kapelle kamen die Bestattungen eines etwa 35- bis 40-jährigen Mannes und eines etwa 7-jährigen Kindes zu Tage. Bei den Bestattungen handelte es sich vermutlich um Familienangehörige der seit dem 13. Jahrhundert urkundlich erwähnten Familie von Selincheim. Der erste schriftliche Nachweis einer Cornelius-Kapelle stammt von 1573. 1607 ist zum ersten Mal eine Wallfahrt zur Cornelius-Kapelle überliefert (Rentbuch der Pfarre Grimlinghausen). Die Kapelle wurde im 17. u. 18. Jahrhundert durch Jesuiten betreut, die das wallfahrtswesen förderten. 1912 verkaufte der damalige Eigentümer, Dietrich Freiherr von Boeselager, Haus Selikum mit der Kapelle an die Stadt Neuss. Die Gestaltung der Kapelle hat sich im Laufe der Jahrhunderte mehrfach geändert. Um 1900 wurde die barocke Fassung in neugotischem Stil umgebaut. 1950 wurde die im Zweiten Weltkrieg stark beschädigte Kapelle nach Plänen des Neusser Architekten Paul Hermes in schlichtem Stil erneuert. Die Kapelle ist ein 1-schiffiger, kleiner mit einem Schlämmputz versehener Backsteinbau mit Hausteinversatzstücken, mit geradem Ost- und Westabschluss und offenem Glockentürmchen. Neben der Eingangstür an der Nordseite befindet sich ein Grinkopf, der als Weihwasserbecken dient. An der Nordseite ist eine kleine Sakristei angefügt. Der Innenraum wird durch eine gerade Balkendecke abgeschlossen. Im Innern befinden sich u. a. Reliquiare und ein Wallfahrtsbild mit dem hl. Cornelius, vermutlich aus dem 17. Jahrhundert. An der Ostseite befindet sich ein Außenaltar mit einer von der Bürgerschaft 1995 gestifteten Cornelius-Statue aus Kalkstein. An der Nordseite der Kapelle ist ein Steinkreuz des 18. Jh. aus Basaltlava angebracht mit Korpus-Relief auf Totenkopf über zwei gekreuzten Gebeinen. Das Kreuz wurde 1937 aufgestellt. Die Kapelle ist bedeutend für die Geschichte des Menschen, insbesondere die Geschichte der Städte und Siedlungen. Sie ist ein anschauliches Zeugnis der Volksfrömmigkeit. Erhaltung und Nutzung des Gebäudes liegen aus wissenschaftlichen, insbesondere ortsgeschichtlichen und volkskundlichen Gründen, sowie städtebaulichen Gründen im öffentlichen Interesse. | 13. Jh.   | 13.07.2007       | 4/011 (1/198)          |
| Wohnhaus                                                    | Wohnhaus                                                    | Rosellen Gierer Straße 5 Karte                | Vermutlich vor 1800 errichtete, ehemalige Vikarie, in der Säkularisation eingezogen und 1803 verkauft, 1818 von der Pfarrei zurück erworben; 2-geschossig in fünf Achsen, linke Achse als verbreiterte Torachse, nicht unterkellert bis auf einen kleinen Kellerraum (Gewölbekeller), nicht ausgebautes Satteldach, teilweise Fachwerkkonstruktion; Straßenfront mit Stuckfassade, Gartenfront mit neuerem Außenputz; Erdgeschoss über niedrigem Sockel in Quaderputz, seitliche Einfassung durch Lisenen, zurückliegender Eingang in der Mittelachse mit Stuckumrahmung; Obergeschoss über kräftigem Gurtgesims in Glattputz, seitliche Einfassung durch Lisenen in Quaderputz; Fenster erneuert, an der Straßenfront Fensterläden. | vor 1800  | 10.03.1997       | 8/015 (1/199)          |